# Città del Vaticano
La Città del Vaticano, denominata comunemente Vaticano e ufficialmente Stato della Città del Vaticano (in latino: Status Civitatis Vaticanæ), è una città-Stato senza sbocco al mare della penisola italiana, il più piccolo Stato sovrano del mondo sia per popolazione (882 abitanti) sia per estensione territoriale (0,44 km²), il terzo per densità di popolazione. La sua forma di governo è una monarchia assoluta elettiva.
La città-Stato, creata il 7 giugno 1929 con i Patti Lateranensi, firmati l'11 febbraio dello stesso anno tra Benito Mussolini e il cardinale segretario di Stato Pietro Gasparri, rispettivamente i rappresentanti del Regno d'Italia e della Santa Sede, è un territorio di Stato intercluso in quello italiano, inserito nel tessuto urbano della città di Roma. Nello Stato vige un regime di monarchia assoluta, con a capo il Sommo pontefice della Chiesa cattolica. La lingua ufficiale è l'italiano, mentre il latino è la lingua ufficiale della Santa Sede.
Lo Stato batte moneta propria, ma, per effetto dell'unione doganale e monetaria con l'Italia, adotta l'euro: le monete metalliche nei loro otto tagli riportano nella faccia nazionale lo stemma del Papa regnante, ovvero soggetti vaticani, ed emette propri francobolli, utilizzabili per il servizio postale verso tutto il mondo (ma solo con spedizione dalle Poste Vaticane). Importanti le serie commemorative delle monete e dei francobolli molto ricercate dai numismatici e dai filatelici. In Vaticano è inoltre edito un giornale quotidiano, L'Osservatore Romano, fondato nel 1861, e dal 1931 funziona un'emittente, la Radio Vaticana, che trasmette in varie lingue.

## Storia
Il termine Vaticano deriva, secondo alcune fonti – tra cui l'autore latino Aulo Gellio – dal nome di un'antica divinità romana, Vaticanus; altri sostengono una sua derivazione dal verbo latino vaticinor, in italiano "predire", supponendo che nella zona vi fossero diversi oracoli (luoghi di preghiera e predizioni del futuro). Sesto Pompeo Festo, infatti, affermò che si trattava di un luogo di riunione per alcuni indovini etruschi. Plinio il Vecchio raccontò dell'esistenza sul colle di un leccio, creduto il più antico della città di Roma, al quale si attribuivano poteri magici e sul cui tronco era affisso un cartello bronzeo, sul quale erano impresse alcune lettere etrusche.
Lo Stato della Chiesa, che per circa un millennio si era esteso su buona parte dell'Italia centrale, costituendo la base territoriale del potere temporale dei Papi, fu annesso al Regno d'Italia nel 1870, quando i bersaglieri (il 20 settembre) penetrarono a Roma attraverso la breccia di Porta Pia, astenendosi dall'occupare militarmente il solo rione Borgo. Il territorio lasciato al Pontefice si restrinse ulteriormente nei giorni successivi alla sola cerchia delle mura leonine, per richiesta dello stesso cardinale segretario di Stato, Giacomo Antonelli, che paventava problemi di ordine pubblico e si faceva portavoce del rifiuto di papa Pio IX a diventare una sorta di sovrano di un solo rione; ciò nascondeva l'intento di far pesare ancora di più la prigionia del Papa, sperando in una nuova restaurazione per recuperare tutto lo Stato Pontificio.
Dopo la presa di Roma col Regio decreto del 9 ottobre 1870, n. 5903 la città fu proclamata capitale d'Italia e fu soppresso il potere temporale dei Papi. Pio IX, sovrano spodestato militarmente, non dette né adesione né consenso all'occupazione italiana, e nemmeno alla legge delle guarentigie, che fu emanata unilateralmente dallo Stato occupante, nell'intento di mantenere e garantire l'indipendenza spirituale del Papa (ma non la sua sovranità) e la prosecuzione della sua missione religiosa; egli si considerò prigioniero in Vaticano, e non ne uscì mai più, pur continuando a esercitare il pontificato: nacque così la questione romana, che tormentò i rapporti tra Regno d'Italia e Chiesa cattolica per 59 anni.

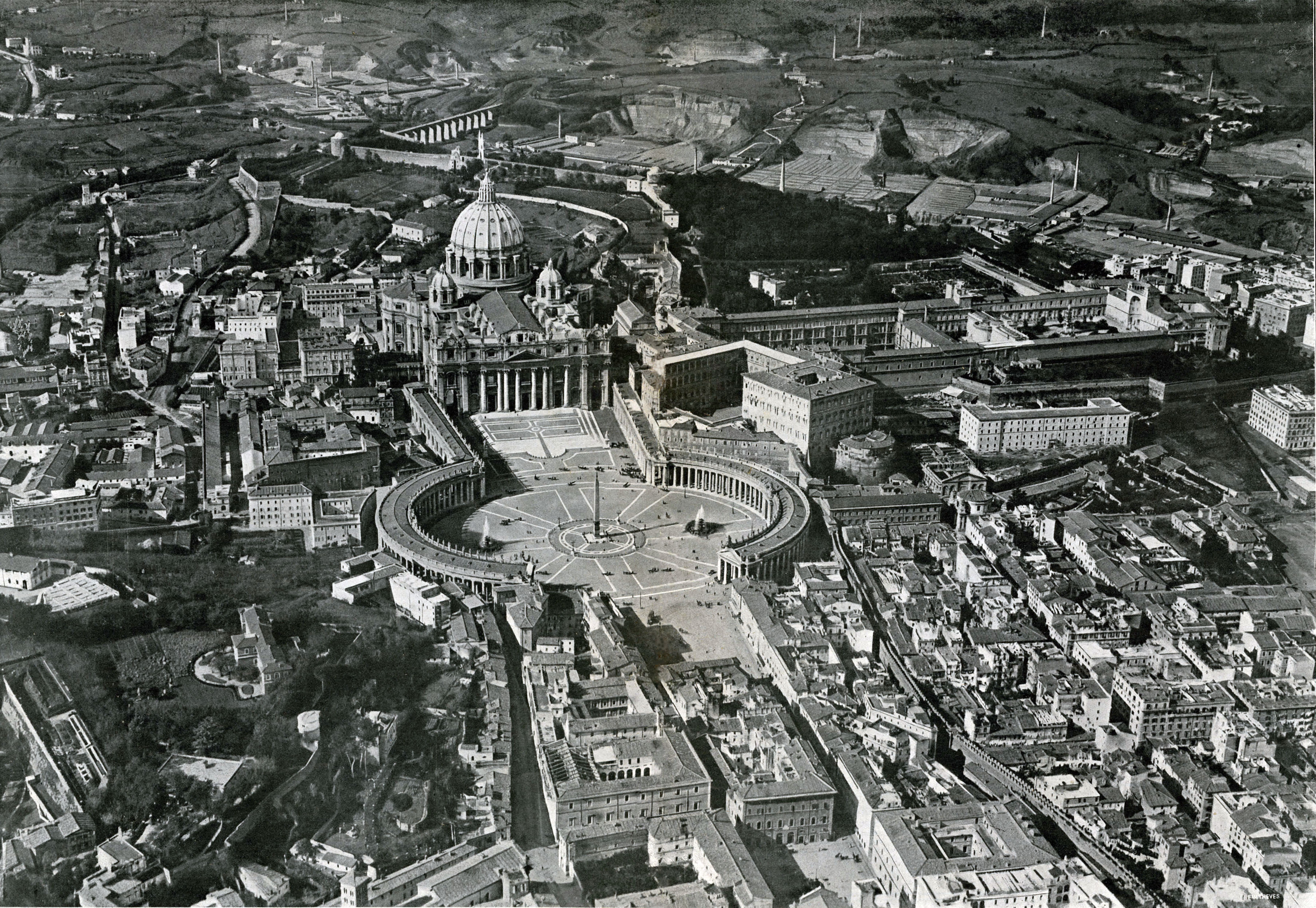
L'area della Città del Vaticano, in una foto aerea da un dirigibile, nel 1922

Ci furono lunghe trattative diplomatiche, durante le quali fu più volte ipotizzata la costituzione di un nuovo Stato, la cui estensione, a seconda delle proposte, variava dalla sola area a disposizione del Papa sin dall'ottobre 1870, a un territorio esteso fino al mare o che comprendesse almeno un accesso al Tevere, come garanzia della possibilità di raggiungere i fedeli fuori d'Italia senza percorrere territorio italiano; o comunque si ipotizzava un territorio non troppo minuscolo che giungesse fino a Villa Doria Pamphilj. Tali ultime ipotesi vennero infine meno sia per la decisione di Mussolini di non cedere porzioni significative di territorio italiano sia per il timore di papa Pio XI di essere eccessivamente distolto da problemi temporali. La questione fu infine risolta l'11 febbraio 1929, quando i due alti contraenti firmarono i Patti Lateranensi, con i quali si riconobbero reciprocamente il carattere di indipendenza e di sovranità.
I Patti consistevano in:
- un concordato sui reciproci rapporti.
- un trattato, con allegata una convenzione finanziaria.

(Trattato fra la Santa Sede e l'Italia, 1929, art. 3)
Il trattato lateranense è l'atto costitutivo dello Stato della Città del Vaticano, con il quale l'Italia riconosce al Papa la piena sovranità e indipendenza sulla sola ed esclusiva parte del territorio della città di Roma compreso nella cerchia delle mura leonine, oltre che sulla piazza San Pietro. Questo territorio, pur estremamente ridotto, è riconosciuto a livello internazionale e assicura così l'indipendenza sovrana della Santa Sede rispetto a qualsiasi altro potere politico. La convenzione finanziaria fornì i mezzi per l'autonomia economica della nuova formazione statale.
Nel 1948 i Patti furono riconosciuti nell'articolo 7 della Costituzione della Repubblica Italiana.

## Simboli
La bandiera della Città del Vaticano, ai sensi dell'articolo 23, comma 1, della Legge fondamentale dello Stato della Città del Vaticano, è «costituita da due campi divisi verticalmente, uno giallo aderente all’asta e l’altro bianco, e porta in quest'ultimo la tiara con le chiavi, il tutto secondo il modello che forma l’allegato A». L'illustrazione della bandiera è contenuta nell'Allegato A della stessa Legge ed è accompagnata dalle parole «Drappo partito di giallo e bianco, col bianco caricato al centro delle Chiavi incrociate (decussate) sormontate del Triregno».
Lo stemma della Città del Vaticano, ai sensi dell'articolo 23, comma 2, della Legge fondamentale dello Stato della Città del Vaticano, è «costituito dalla tiara con le chiavi secondo il modello che forma l’allegato B». L'illustrazione dello stemma è contenuta nell'Allegato B della stessa Legge ed è accompagnata dalle parole «Chiavi decussate sormontate del Triregno in campo rosso».
L'inno nazionale della Città del Vaticano è l'Inno pontificio; il testo è di Antonio Allegra, la musica di Charles Gounod. L'inno venne adottato il 16 ottobre 1949.

## Geografia
Il cuore della Città del Vaticano è la piazza San Pietro, sulla quale si affaccia l'omonima basilica, la cui cupola domina il territorio del piccolo Stato.
All'interno delle mura medievali e rinascimentali che circondano, eccetto piazza San Pietro, l'intera area, si trovano il Palazzo Apostolico, il Palazzo del Governatorato, i Musei Vaticani, i Giardini Vaticani e altri edifici minori.

### Morfologia
Il colle Vaticano, che non fa parte dei tradizionali sette colli di Roma, venne inserito nei confini della città sotto il pontificato di Leone IV, fautore dell'ingrandimento delle mura cittadine (848-852), allo scopo di proteggere la basilica di San Pietro. Fino alla formazione dello Stato della Città del Vaticano (istituito con i Patti Lateranensi nel 1929), il Colle Vaticano era incluso all'interno del rione Borgo.

### Clima
Il clima è temperato, con inverni piovosi ed estati calde. La stazione meteorologica più vicina a Città del Vaticano è situata nel comune di Roma, sull'altura di Monte Mario, a 143 m s.l.m. Secondo i dati medi del trentennio 1961-1990, la temperatura media del mese più freddo, gennaio, è di +7,5 °C, mentre quella del mese più caldo, luglio, si attesta a +24,0 °C. Le precipitazioni medie annue, attorno ai 750 mm e mediamente distribuite in 79 giorni, presentano un minimo in estate e un accentuato picco autunnale.
| Roma Monte Mario           | Mesi | Mesi | Mesi | Mesi | Mesi | Mesi | Mesi | Mesi | Mesi | Mesi | Mesi | Mesi | Stagioni | Stagioni | Stagioni | Stagioni | Anno |
| Roma Monte Mario           | Gen  | Feb  | Mar  | Apr  | Mag  | Giu  | Lug  | Ago  | Set  | Ott  | Nov  | Dic  | Inv      | Pri      | Est      | Aut      | Anno |
| -------------------------- | ---- | ---- | ---- | ---- | ---- | ---- | ---- | ---- | ---- | ---- | ---- | ---- | -------- | -------- | -------- | -------- | ---- |
| T. max. media (°C)         | 10,9 | 12,0 | 14,2 | 17,7 | 22,1 | 26,1 | 29,3 | 28,9 | 25,1 | 20,1 | 15,2 | 11,6 | 11,5     | 18,0     | 28,1     | 20,1     | 19,4 |
| T. min. media (°C)         | 4,0  | 4,7  | 6,1  | 9,0  | 12,6 | 16,3 | 18,8 | 18,8 | 16,2 | 12,0 | 8,4  | 4,9  | 4,5      | 9,2      | 18,0     | 12,2     | 11,0 |
| Precipitazioni (mm)        | 81   | 66   | 68   | 55   | 46   | 37   | 17   | 37   | 74   | 79   | 113  | 93   | 240      | 169      | 91       | 266      | 766  |
| Giorni di pioggia          | 9    | 9    | 8    | 7    | 6    | 4    | 2    | 3    | 5    | 7    | 10   | 9    | 27       | 21       | 9        | 22       | 79   |
| Umidità relativa media (%) | 74   | 72   | 70   | 68   | 66   | 64   | 59   | 61   | 68   | 71   | 77   | 76   | 74       | 68       | 61,3     | 72       | 68,8 |

Dal 2009, inoltre, all'interno della Città del Vaticano è stato attivato un servizio meteo che funge da strumento di misurazione consultabile su internet. Il sistema è basato su una stazione meteorologica Davis Vantage pro 2, posta sulla sommità del palazzo del Governatorato dai primi giorni di marzo 2009.

## Popolazione

### Demografia
Abitanti censiti

La Città del Vaticano ha 764 abitanti, di cui 246 cittadini (al 26 giugno 2023). I cittadini vaticani, compresi quelli non residenti nello Stato, sono complessivamente 618. Le persone residenti in immobili extraterritoriali e in immobili esenti da espropriazioni e tributi, al 31 dicembre 2011, erano 3500. Dal 1º gennaio al 31 dicembre 2005 sono stati trascritti 111 atti di matrimonio. L'intera popolazione della Città del Vaticano è costituita da quanti vi risiedono stabilmente per ragione di dignità, carica, ufficio od impiego, sempre che tale residenza sia prescritta per legge e autorizzata dalle competenti autorità.
La cittadinanza vaticana non è mai originaria, ma è basata unicamente sul criterio della stabile residenza nella Città del Vaticano: ciò si desume dall'articolo 9 del trattato lateranense. La Legge vaticana n. III del 7 giugno 1929 afferma che si diventa cittadini vaticani per il fatto di risiedere stabilmente in Vaticano. La cittadinanza vaticana è cumulabile con quella dello Stato di originaria appartenenza: ai sensi dell'ultimo comma dell'articolo 9 del trattato lateranense, infatti, alle persone residenti in Vaticano sono applicabili nel territorio dello Stato italiano, anche nelle materie in cui deve essere osservata la legge personale, le norme della legislazione italiana, e nei confronti degli stranieri quella dello Stato di appartenenza.
La totalità dei cittadini vaticani gode della doppia cittadinanza. La popolazione risulta provenire da diverse nazionalità d'origine: i cittadini della Città del Vaticano sono in prevalenza d'origine italiana e svizzera, per la presenza delle celebri guardie svizzere. Al riguardo, è significativo il fascicolo cartaceo esposto durante la mostra 1929-2009. Ottanta anni dello Stato della Città del Vaticano allestita dal Governatorato vaticano: si tratta di un documento del 1932 tratto dal Registro dello stato civile (e oggi conservato nell'Archivio apostolico vaticano) che mostra i dati della popolazione vaticana al 31 dicembre 1931 e la sua ripartizione per nazionalità d'origine; su 994 persone (711 cittadini e 283 residenti), risultavano: 847 italiani, 115 svizzeri, 5 spagnoli, 9 francesi, 10 tedeschi, 1 austriaco, 1 cecoslovacco, 2 olandesi, 1 norvegese, 1 statunitense, 1 belga e 1 polacco. Secondo i dati AIRE del 1º gennaio 2010 gli italiani erano 739.

### Lingue ufficiali e parlate
La lingua ufficiale della Città del Vaticano è l'italiano, mentre il latino è la lingua ufficiale della Santa Sede. Infatti tutta la legislazione della Città del Vaticano è redatta in latino e così viene pubblicata in appendice agli Acta Apostolicae Sedis, la raccolta ufficiale degli atti della Santa Sede. Tuttavia, in base al paragrafo 2 della Legge sulle fonti del diritto del 7 giugno 1929, tutte le leggi e le regole dello Stato sono pubblicate in italiano nel Supplemento per le leggi e disposizioni dello Stato della Città del Vaticano allegato agli Acta Apostolicae Sedis. La Santa Sede è il soggetto e persona di diritto internazionale che esercita la sovranità sulla Città del Vaticano.
(Papa Paolo VI, Regimini Ecclesiae universae, 1967)

## Ordinamento dello Stato
Ha una forma di governo monarchica in cui la Costituzione assegna la pienezza e totalità dei poteri (esecutivo, legislativo e giudiziario) al Pontefice. Essa tuttavia, è una monarchia assoluta elettiva a carattere vitalizio, cioè il Papa non ha il potere di scegliere il proprio successore che invece dev'essere scelto dal Sacro Collegio Cardinalizio.

### Natura giuridica dello Stato
La sovranità sulla Città del Vaticano spetta alla Santa Sede, e la sovranità territoriale è esercitata su tutto il territorio della Città del Vaticano, mentre su numerosi edifici e aree dentro e vicino a Roma, la Santa Sede (ma non lo Stato della Città del Vaticano) gode del privilegio dell'extraterritorialità. Piazza San Pietro, pur ricadendo sotto la sovranità vaticana, è affidata di norma ai poteri dell'Ispettorato di pubblica sicurezza "Vaticano" della Polizia italiana.
   2. Durante il periodo di Sede vacante, gli stessi poteri appartengono al Collegio dei Cardinali, il quale tuttavia potrà emanare disposizioni legislative solo in caso di urgenza e con efficacia limitata alla durata della vacanza, salvo che esse siano confermate dal Sommo Pontefice successivamente eletto a norma della legge canonica.»
L'elezione del Papa avviene attraverso il conclave dei cardinali. Tuttavia, le principali azioni di governo sono svolte dal cardinale Segretario di Stato. Ciò che da sempre ha posto numerosi interrogativi tra giuristi e politici dal 1929 a oggi, è la natura giuridica dello Stato. Con i Patti Lateranensi, infatti, è nato uno Stato che svolge soltanto il compito necessario alla Santa Sede per l'esercizio della propria attività. La Santa Sede all'art. 24 del Trattato del Laterano, afferma che, anche se soggetto internazionale, rimarrà sempre estranea ai conflitti temporali delle nazioni e ai Congressi relativi, a meno che non venga chiamata in causa per questioni di pace e morali dalle stesse parti. La Santa Sede è il governo del Vaticano e come tale ne esercita i diritti diplomatici attivi e passivi. Lo Stato della Città del Vaticano e la Santa Sede sono entrambi soggetti sovrani di diritto pubblico internazionale, universalmente riconosciuto e sono indissolubilmente uniti nella persona del Papa, monarca assoluto per via elettiva, che è il capo dello Stato. Pertanto il Vaticano non ha una vita politica propria, che non sia perfettamente combaciante con l'attività della Santa Sede. Se ne deduce che il Vaticano deve rimanere soggetto alla pienezza assoluta del Pontefice. Il giurista Arturo Carlo Jemolo ha sostenuto che il territorio Vaticano, in caso di colpo di Stato o per l'abbandono definitivo del Papa, tornerebbe ipso jure alla sovranità italiana. Né il pontefice può cedere parti del territorio dello Stato ad altri Paesi (art. 4), in quanto l'unica autorità a poter esercitare la sovranità sul territorio è la Santa Sede.
La Città del Vaticano presenta una forma di governo monarchica. Inoltre lo Stato è una forma di Stato patrimoniale: in pratica non esiste la proprietà privata all'interno della Città del Vaticano e tutti gli immobili sono di proprietà della Santa Sede. La cittadinanza vaticana si ottiene iure munere, ovvero per la durata dell'incarico che si svolge a servizio della Santa Sede. Per legge spetta ai cardinali residenti in Roma, ai residenti stabili in Vaticano per ragioni di carica, dignità o impiego (solo per la durata della carica) e a coloro cui sia concesso dal Pontefice, coniugi e figli di cittadini. Tuttavia la cittadinanza vaticana si perde quando gli interessati non possiedono più uno di questi requisiti (rimanendo con la sola cittadinanza d'origine, che viene conservata quando si acquisisce quella vaticana): se ne deduce che il popolo è temporaneo.

### Amministrazione statale
È una monarchia assoluta di tipo elettivo. Il monarca è il Papa. Ha la pienezza dei poteri legislativo, esecutivo e giudiziario. Durante la sede vacante, le sue funzioni sono assunte dal Sacro Collegio. Per l'amministrazione del territorio vaticano, il Papa si avvale di un Governatorato, al cui vertice è attualmente suor Raffaella Petrini, mentre per il governo della Santa Sede il primo suo collaboratore è il cardinale Segretario di Stato.

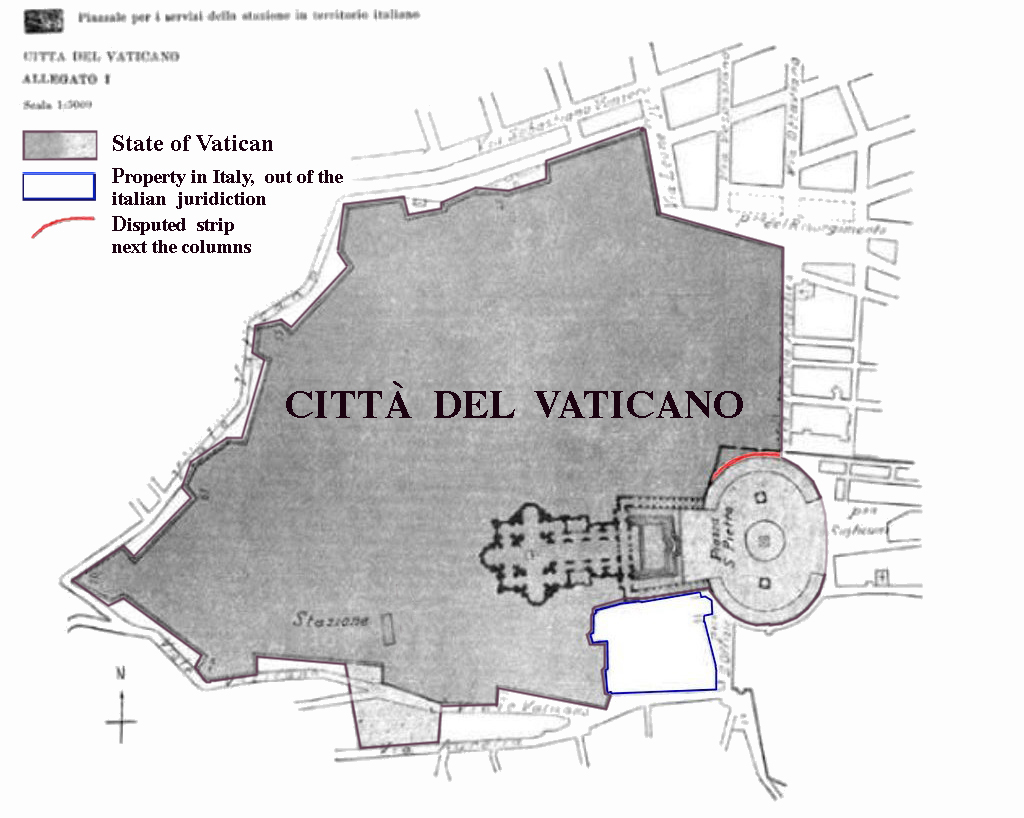
I confini del Vaticano previsti dai Patti Lateranensi: resta sostanzialmente esclusa l'area in cui oggi si trova l'Aula Paolo VI

La forma di Stato è quella della monarchia assoluta elettiva sancita dall'art. 1, commi 1 e 2 della legge fondamentale. Lo Stato della Città del Vaticano è retto dalle seguenti normative:
- Legge fondamentale. Emanata nel 1929 da papa Pio XI, fu modificata dapprima il 26 novembre 2000 da papa Giovanni Paolo II (con vigenza dal 22 febbraio 2001)[33], e di nuovo il 13 maggio 2023 da papa Francesco (con vigenza dal 7 giugno 2023)[17];
- Legge sul Governo dello Stato della Città del Vaticano del 25 novembre 2018;[34]
- Legge sulle Fonti del diritto, in vigore dal 1º gennaio 2009.[35][36]

Le leggi dello Stato sono promulgate all'interno del Supplemento degli Acta Apostolicae Sedis.
- organo di potere legislativo è la Pontificia commissione per lo Stato della Città del Vaticano, composta esclusivamente da cardinali, di cui uno presidente, tutti di nomina papale.
- organo di potere esecutivo è il Governatorato dello Stato della Città del Vaticano[37][38] che con le sue Direzioni[39] e uffici centrali[40][41] provvedono al funzionamento dello Stato.
- organi di potere giudiziario dello Stato con i quali esercita l'amministrazione della giustizia attraverso il Tribunale, la Corte d'Appello e la Corte di Cassazione.

### Relazioni internazionali

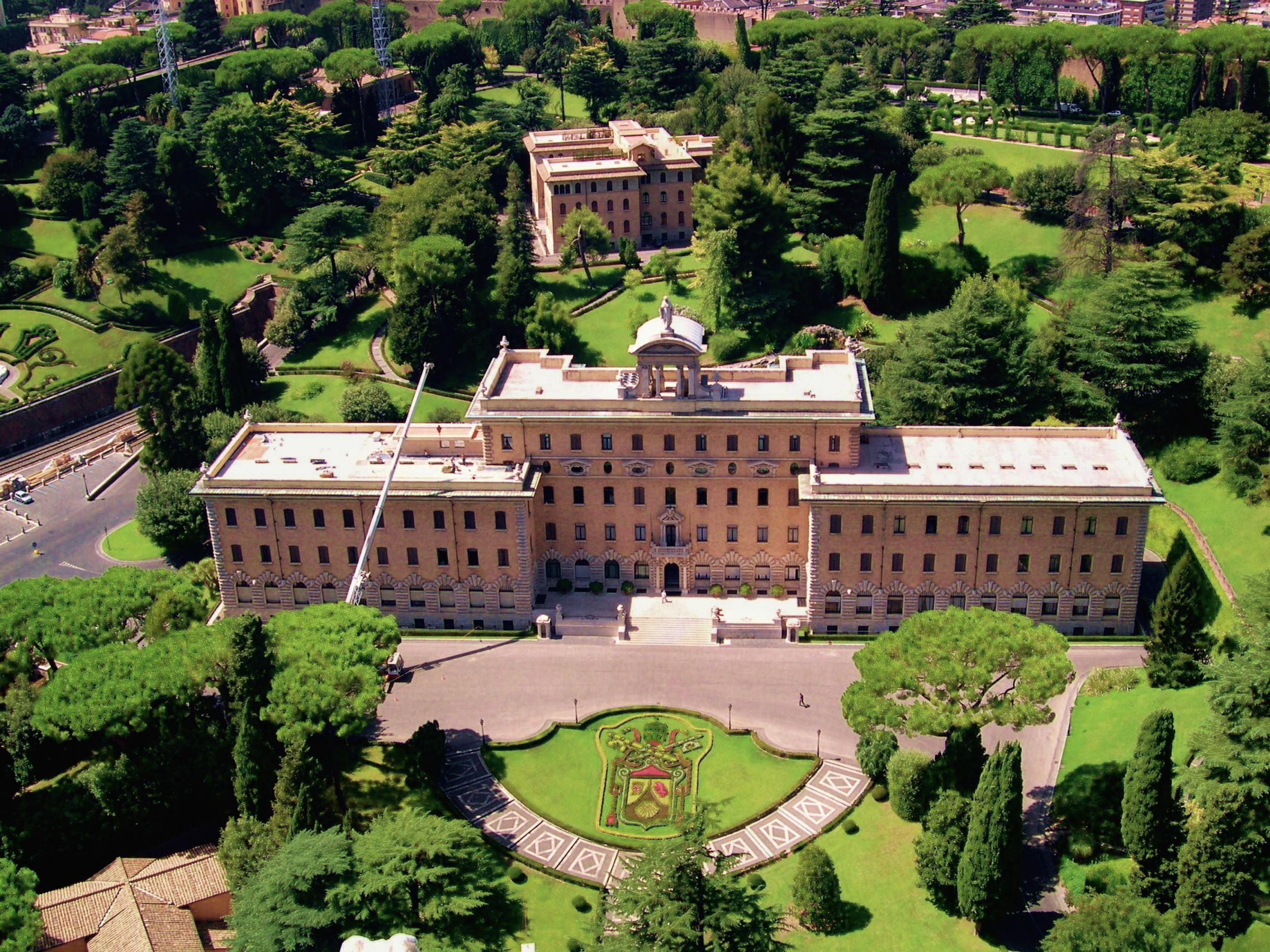
Palazzo del Governatorato della Città del Vaticano

Sigillo dello Stato della Città del Vaticano

Alla data del 9 gennaio 2023 la Santa Sede intratteneva rapporti diplomatici bilaterali con 183 Paesi del mondo. La rete diplomatica della Santa Sede si è notevolmente allargata negli ultimi decenni. Nel 1978, quando salì al soglio pontificio Giovanni Paolo II, i Paesi con cui la Santa Sede intratteneva pieni rapporti diplomatici erano 84. Alla fine del pontificato wojtyliano erano passati a 174.
Con papa Benedetto XVI se ne sono aggiunti altri quattro: Montenegro, Emirati Arabi Uniti, Botswana e Sudan del Sud. Oggi quindi sono diventati 178, cui va aggiunto lo Stato di Palestina con cui ci sono relazioni diplomatiche di natura speciale. Un caso particolare è quello di Taiwan, dove la Santa Sede dal 1979 fa risiedere non più un nunzio, ma un semplice «incaricato d'affari ad interim». La Santa Sede ha poi relazioni diplomatiche anche con il Sovrano Militare Ordine di Malta.
La Santa Sede mantiene osservatori permanenti presso varie organizzazioni internazionali e regionali: le sedi ONU di New York e Ginevra, la FAO, l'OSCE, l'OMC, l'UE, la Lega araba e l'Unione africana.

### Zone extraterritoriali
L'effettiva autonomia della Santa Sede, ma non la sua sovranità, è estesa a un territorio nettamente maggiore rispetto a quello dello Stato, raggiungendo un'estensione di oltre 10 km² (oltre cinque volte il Principato di Monaco), costituito dalle numerose zone extraterritoriali, come il centro di trasmissione della Radio Vaticana a Santa Maria di Galeria. Si tratta di lembi di territorio italiano, in cui però la Santa Sede gode di speciali privilegi, come quelli di cui godono le ambasciate in tutto il mondo. Per Santa Sede si intende l'ente al quale spetta la piena sovranità e proprietà sullo Stato della Città del Vaticano.

### Istruzione
(Codice di diritto canonico)

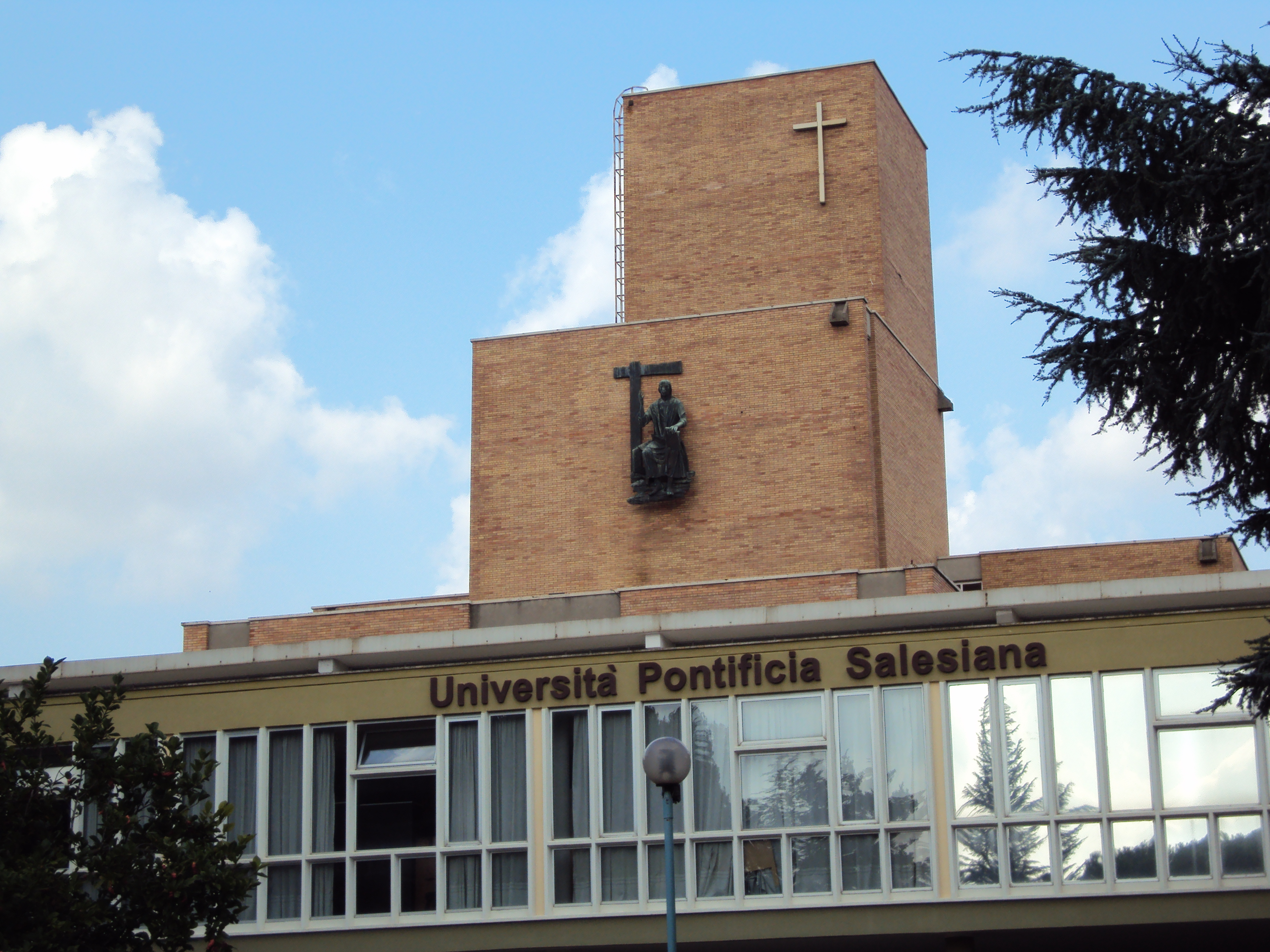
L'Università Pontificia Salesiana di Roma, elevata a università da papa Paolo VI (1973)

La Sede Apostolica ha approvato l'istituzione di diverse università pontificie, che conferiscono gradi accademici con effetti canonici nella Chiesa.
Le università pontificie presenti in Vaticano e Italia sono:
- Pontificia Università Antonianum
- Pontificia Università Gregoriana
- Pontificia Università Lateranense
- Pontificia università "San Tommaso d'Aquino" (chiamata anche Angelicum)
- Pontificia università urbaniana
- Università Pontificia Salesiana
- Pontificia Università della Santa Croce
- Pontificio ateneo Regina Apostolorum
- Pontificio Istituto di Archeologia Cristiana
- Pontificio Istituto Biblico
- Pontificio istituto orientale
- Pontificio Istituto di Studi Arabi e d'Islamistica
- Pontificio istituto di musica sacra

### Forze armate e pubblica sicurezza

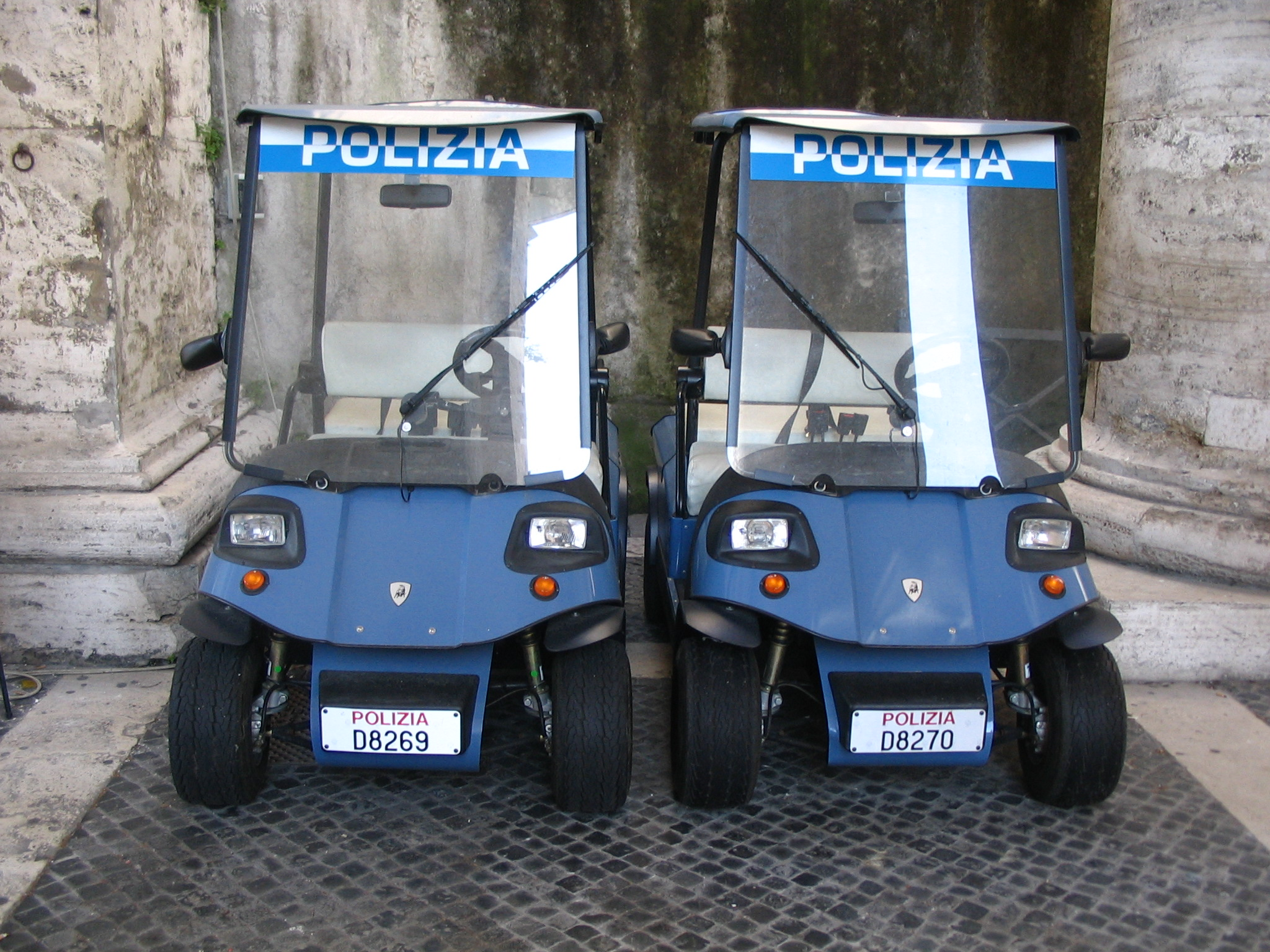
Mezzi dell'Ispettorato di pubblica sicurezza "Vaticano" in piazza San Pietro

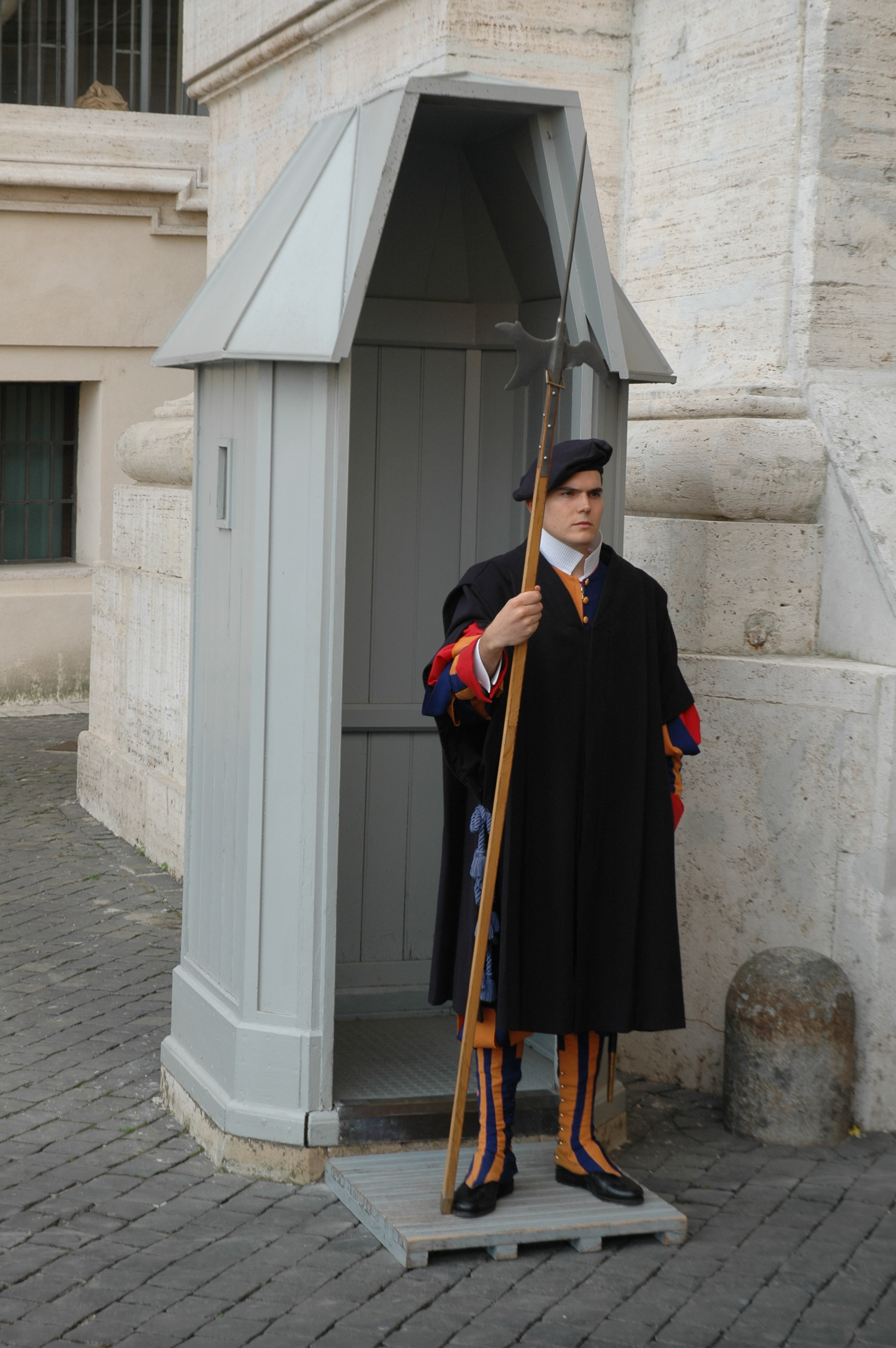
Guardia svizzera in Vaticano

Nel 1970 papa Paolo VI abolì la Guardia d'Onore di Sua Santità, la Guardia palatina d'onore, la Gendarmeria pontificia, sciogliendo formalmente l'Esercito dello Stato Pontificio. L'unico Corpo che non fu sciolto fu quello della Guardia svizzera pontificia, avente rango di reggimento e consistenza organica di compagnia. Esso ha come fine ultimo la difesa non tanto dei confini dello Stato vaticano, affidati alla Gendarmeria, quanto il Palazzo Apostolico e la persona del Pontefice. Ha inoltre funzioni di rappresentanza.
In Vaticano opera anche un corpo di polizia vero e proprio, denominato Corpo della gendarmeria dello Stato della Città del Vaticano. Oltre ad avere compiti di polizia di sicurezza e polizia giudiziaria nello Stato, ne difende e vigila i confini e si occupa dell'ordine pubblico, nonché della tutela e difesa del Papa, del Sacro Collegio e della Curia romana. Si occupa inoltre della sicurezza del Pontefice anche quando questo esce dai confini del Vaticano.
La sezione liturgica dell'Associazione Ss. Pietro e Paolo, erede della Guardia palatina d'onore, coadiuva, ove necessario, il Corpo della Gendarmeria con funzioni di vigilanza, ordine e assistenza ai pellegrini, principalmente nella Basilica di San Pietro, ma anche in Piazza San Pietro e altre basiliche romane.
In Piazza San Pietro la Gendarmeria Vaticana si avvale anche di una speciale collaborazione con uno specifico organo di sicurezza della Polizia di Stato italiana: l'Ispettorato di pubblica sicurezza "Vaticano". Inoltre, sono state impiegate delle pattuglie dell'Esercito Italiano a presidio dei principali ingressi della Città del Vaticano.
Il Corpo dei vigili del fuoco, che dipende con la Gendarmeria dalla Direzione dei Servizi di Sicurezza e Protezione Civile, ha vari compiti riguardanti la salvaguardia di beni, ambiente e persone, tra cui il controllo degli apparati antincendio del Vaticano e l'intervento in caso di potenziali emergenze: infortuni, incendi, incidenti, dissesti statici, ecc.

### Sistema sanitario
Al 1929 risalgono le prime notizie dell'istituzione di una guardia medica con ambulatorio medico-chirurgico annesso alla Farmacia Vaticana, servizio che dipende dal 1969 dalla Direzione dei Servizi Sanitari, alla quale è affidata la tutela della salute nel territorio del microstato. Il servizio di pronto soccorso è prestato a chiunque ne abbia urgente bisogno nel territorio della Città del Vaticano e nella zona extraterritoriale adiacente ed è attivo soprattutto durante gli eventi che richiamano un gran numero di persone.

### Sistema giudiziario e la pena di morte
Gli organi giudiziari della Città del Vaticano esercitano la giurisdizione per competenza; la pena di morte non è mai stata applicata nella Città del Vaticano: era però prevista, fino al 1967, in caso di tentato omicidio del Papa. Dopo essere stata abolita in quell'anno da papa Paolo VI è stata quindi cancellata anche dalla Legge fondamentale che il 12 febbraio 2001, su iniziativa di Giovanni Paolo II, ha sostituito la precedente, risalente al 1929.
La pratica della pena di morte derivava, nello Stato della Città del Vaticano, direttamente dalla pratica precedentemente condotta nello Stato Pontificio sino al 1870. All'atto della firma dei Patti Lateranensi e della costituzione della Città del Vaticano, il codice penale del Regno d'Italia estese la pena capitale per il reato di tentato assassinio del Papa sul proprio territorio equiparandolo a quello di tentato assassinio del Re:
(Patti Lateranensi)
Non ci furono tentativi di assassinio del papa fintanto che lo statuto vaticano prevedeva la pena capitale. Papa Paolo VI rimosse la pena di morte dagli statuti vaticani, abrogandola per qualsiasi reato, annunciando la modifica nell'agosto del 1969. Tuttavia il cambiamento divenne di pubblico dominio solo nel gennaio del 1971, quando alcuni giornalisti accusarono Paolo VI di ipocrisia per le sue critiche alle esecuzioni capitali in Spagna e Unione Sovietica.

## Cultura

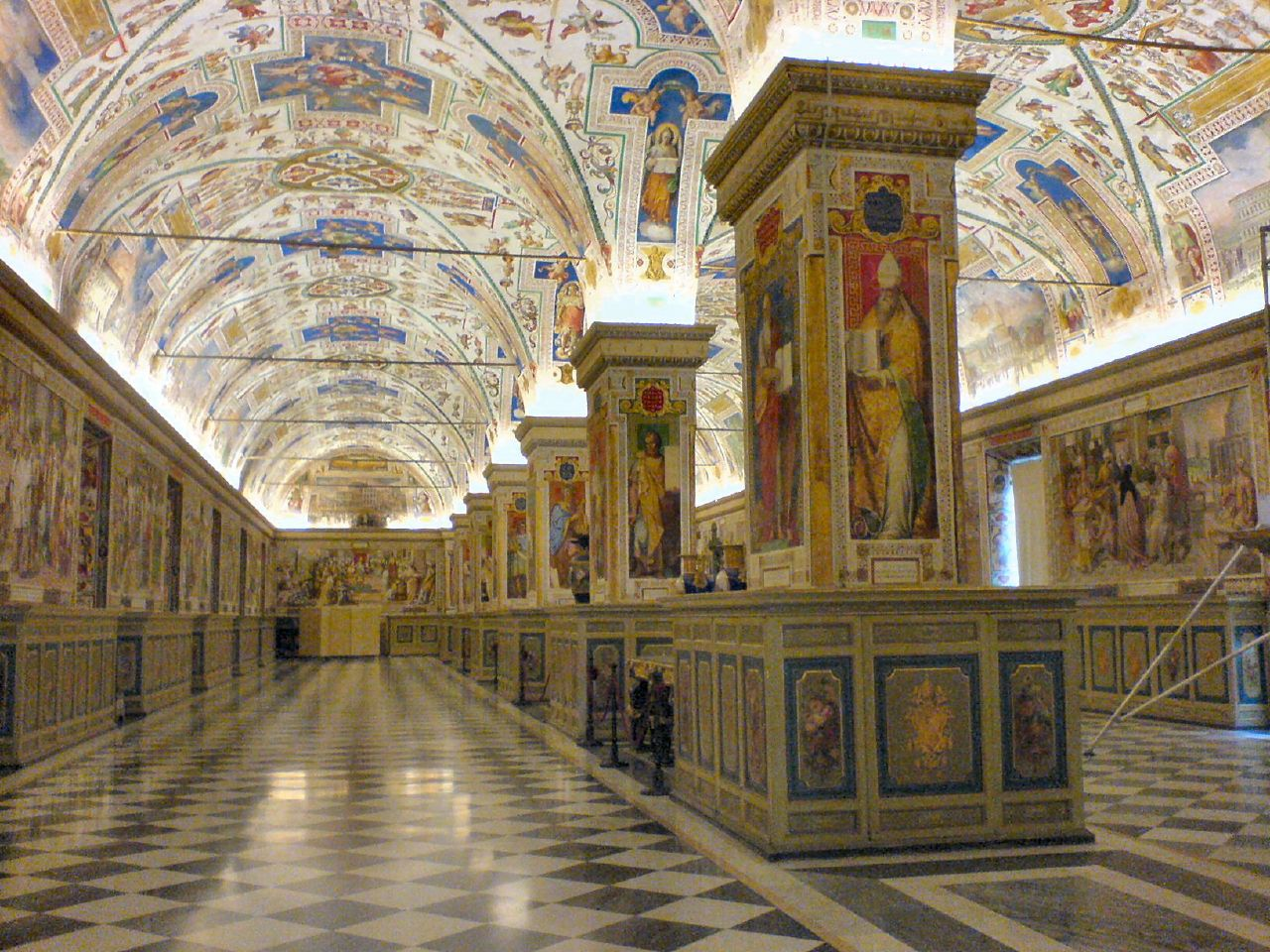
Salone Sistino della Biblioteca Vaticana

### Istruzione

#### Biblioteche
La Santa Sede ha organizzato e curato all'interno della Città del Vaticano la Biblioteca apostolica vaticana, messa a disposizione degli studiosi, nelle diverse fasi della consultazione, della lettura, del riscontro e della sintesi conclusiva.
La biblioteca, pensata da papa Niccolò V ma fondata da papa Sisto IV, possiede una delle raccolte di testi antichi e libri rari più importanti del mondo, tra cui il Codex Vaticanus.
Oggi contiene circa 1 600 000 libri a stampa antichi e moderni e circa 500 000 fondi tra incunaboli, codici manoscritti, monete, medaglie e oggetti d'arte.

#### Ricerca
- La Specola Vaticana è l'osservatorio astronomico vaticano. La struttura di Castel Gandolfo, pur dotata di quattro telescopi (rifrattore Zeiss di 40 cm di apertura, del 1935; telescopi gemelli del doppio astrografo Zeiss; riflettore Cassegrain da 60 cm), ancora in parte utilizzati, non ospita più attività di osservazione astronomica, per via delle impraticabili condizioni di luminosità. Sono invece ancora svolte analisi sulla collezioni di meteoriti, in particolare per la misurazione delle loro proprietà fisiche, quali densità, porosità, suscettibilità magnetica, capacità termica e conduttività. Ogni due anni, a partire dal 1986, la sede di Castel Gandolfo ospita la "Vatican Observatory Summer School", aperta a studenti universitari dei corsi avanzati e a studenti laureati in astronomia da tutto il mondo. La Specola ospita inoltre periodicamente convegni accademici, nonché eventi di divulgazione aperti al pubblico. Presso Villa Barberini è situata una sezione della Specola costituita da due cupole: nella prima, costruita nel 1941, si trova il telescopio che ha contribuito al progetto Carte du Ciel con l'obbiettivo di mappare completamente il cielo tramite un obbiettivo da 13’’, una lunghezza focale di 343 cm e un telescopio rifrattore da 8’’ con lunghezza focale di 360 cm; la seconda cupola è stata costruita nel 1954 per il telescopio riflettore da 65 cm. Presso il VATT di Mount Graham, invece, vengono svolte le attività di ricerca astronomiche, astrofisiche e cosmologiche. Le aree di ricerca si dividono in:
  - Planetologia: in particolare una survey degli oggetti trans-nettuniani, analisi dei corpi della fascia degli asteroidi e ricerca dei Near-Earth object.
  - Ricerca di esopianeti.
  - Astronomia stellare: in particolare classificazione fotometrica delle stelle, determinazione della periodicità delle pulsar, formazione delle stelle subnane, spettroscopia di potenziali esopianeti individuati dalla Missione Keplero.
  - Galassie: in particolare la formazione stellare nelle galassie ellittiche, ammassi stellari e simulazione della formazione delle galassie nel modello cosmologico CDM.
  - Cosmologia: in particolare modelli inflativi, teoria del multiverso, influenza su grande scala dell'interazione gravitazionale, gravità quantistica e cosmologia quantistica. Uno dei membri della Specola, padre Gabriel Gionti, è stato anche visiting researcher presso il CERN.

#### Musei
Nei Musei Vaticani sono ospitati il Museo gregoriano egizio ed etrusco, il Museo Pio-Clementino, il Museo Chiaramonti e la Pinacoteca vaticana.

### Media

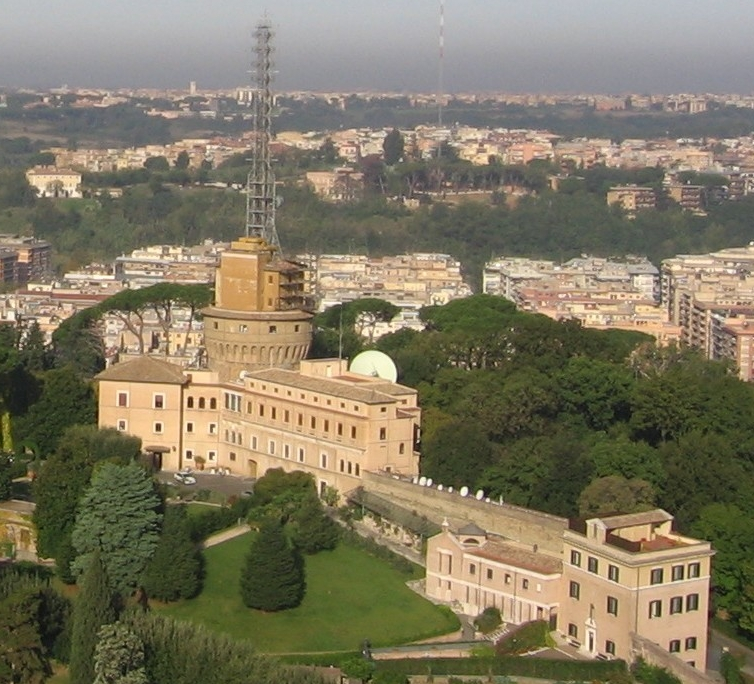
Sede di Radio Vaticana: negli anni il traliccio sopra la torre è stato considerevolmente abbassato

#### Stampa
In Città del Vaticano è presente una casa editrice: si tratta della Libreria editrice vaticana (LEV), fondata il 27 aprile 1587 da papa Sisto V; lo stesso Papa aveva fondato la Tipografia Vaticana, da cui, nel 1926, fu scissa la libreria.
La Libreria editrice vaticana, presente con un punto vendita in piazza San Pietro (nel Braccio di Carlo Magno), cura le pubblicazioni degli atti, dei documenti ufficiali della Chiesa cattolica e delle opere concernenti l'ambito ecclesiastico.
Il periodico ufficiale della Città del Vaticano è L'Osservatore Romano, uscito per la prima volta il 1º luglio 1861. Attualmente è pubblicato, con cadenza quotidiana, settimanale o mensile, in sette lingue diverse (italiano, francese, inglese, spagnolo, portoghese, tedesco e polacco).
Il Vatican Information Service (Servizio d'Informazione Vaticano, abbreviato in VIS) pubblica in quattro lingue (italiano, francese, inglese, spagnolo) un resoconto quotidiano dell'attività papale e della Santa Sede in generale.
Inoltre per dipendenti del Vaticano viene pubblicato dal 2007 il notiziario All'Ombra del Cupolone, disponibile anche su internet, diretto dal vice segretario generale del Governatorato dello Stato della Città del Vaticano.

#### Radio
Nello Stato della Città del Vaticano ha sede Radio Vaticana, emittente radiofonica cattolica. La radio, pur riflettendo l'identità e l'opinione della Chiesa, non è uno dei suoi organi ufficiali d'informazione e di conseguenza è interamente responsabile per i contenuti che diffonde. La gestione è affidata alla Compagnia di Gesù. Il direttore generale è padre Federico Lombardi; il direttore dei programmi è padre Andrzej Koprowski.

#### Televisione
Fondato nel 1983 come CTV (Centro Televisivo Vaticano), Vatican Media è la televisione di Stato della Città del Vaticano; dal 1996 è un organismo collegato a pieno titolo con la Santa Sede. I principali servizi offerti da Vatican Media, il cui scopo primario è quello di contribuire all'annuncio universale del Vangelo, documentando con le immagini televisive il ministero pastorale del Sommo Pontefice e le attività della Sede Apostolica, sono le trasmissioni in diretta, i servizi quotidiani, le produzioni e l'archivio, una videoteca composta da più di 10 000 cassette, con circa 4 000 ore di registrazioni delle immagini del lungo pontificato di papa Giovanni Paolo II.
La struttura ha sede in via del Pellegrino, all'interno dello Stato vaticano; coordina la propria regia con Rai Vaticano e con TV2000.

#### Telefonia
Sul territorio dello Stato è presente una nuova centrale telefonica installata in un avancorpo del palazzo del Belvedere e consiste in una moderna centrale di tipo numerico con 5 120 terminazioni e connessa in fibra ottica con le centrali Telecom Italia.
La centrale è dotata di un sistema numerico d'operatore per l'espletamento del traffico manuale ed è collegata via ponte-radio alle zone extraterritoriali di San Giovanni in Laterano, Palazzo San Calisto, e Palazzo della Cancelleria.
La centrale è gestita dal Servizio Telefoni Vaticani.

### Cinema
In Città del Vaticano ha sede la Filmoteca Vaticana, istituita il 16 novembre 1959 da papa Giovanni XXIII; la filmoteca raccoglie e conserva film e registrazioni delle riprese televisive attinenti alla vita ecclesiastica e riguardanti particolarmente la figura del papa, le attività apostoliche e caritative, le opere culturali promosse da cattolici, la vita religiosa nel mondo e le opere di alto livello artistico e umano.
Documentari
- Il Vaticano - come funziona il regno più piccolo del mondo prodotto da Centro Televisivo Vaticano, distribuito da HDH Communications, 2006.

### Scienza e tecnologia
- 4 ottobre 1582: promulgazione del Calendario gregoriano (calendario attuale), da parte di papa Gregorio XIII, in sostituzione del Calendario giuliano, promulgato da Giulio Cesare.

### Missioni spaziali
- 12 giugno 2023: viene lanciato SpeiSat, la prima missione orbitale del Vaticano[67] e primo satellite del Vaticano[68][69].

## Economia
All'origine delle risorse economiche dello Stato della Città del Vaticano si colloca la convenzione finanziaria del 1929. In essa, lo Stato italiano riconoscendosi debitore alla Santa Sede per aver annesso l'antico Stato della Chiesa e avere incamerato i beni ecclesiastici sparsi sul territorio nazionale con le cosiddette "leggi eversive dell'asse ecclesiastico", versava alla stessa, a titolo di indennizzo, importanti somme sia in contanti sia in titoli del debito pubblico.
A partire dunque (in buona parte, ma non certo esclusivamente) da questo capitale iniziale, l'economia del piccolo Stato si basa quasi esclusivamente sugli investimenti internazionali, mobili e immobili, dalle offerte dei fedeli, sul patrimonio esistente e sulle rendite, sulle rimesse dalle diocesi sparse nel mondo. Queste sono 4 649, riunite in 110 Conferenze episcopali.
Il bilancio è gestito dall'ente Amministrazione del patrimonio della Sede Apostolica (APSA) attualmente guidata dall'arcivescovo Giordano Piccinotti e controllato dalla Segreteria per l'economia, attualmente guidata dott. Maximino Caballero Ledo, dal Consiglio per l'economia, coordinato dal card. Reinhard Marx oltre che dal Revisore Generale, al cui vertice vi è il dott. Alessandro Cassinis Righini. 
Ai sensi dell'art. 219 della Costituzione Apostolica Praedicate Evangelium, l’attività di gestore patrimoniale e di depositario del patrimonio mobiliare della Santa Sede e delle Istituzioni collegate con la Santa Sede compete in via esclusiva all’Istituto per le Opere di Religione. Questa è sottoposta alla supervisione e alla vigilanza dell'Autorità di Supervisione e Informazione Finanziaria (ASIF).
Fra i compiti dell'APSA c'è anche quello di coniare moneta. Nel 1998 l'Unione europea ha autorizzato l'APSA a emettere 670 000 euro l'anno. Le emissioni di moneta hanno carattere prevalentemente numismatico, e sono destinate soprattutto a essere vendute ai collezionisti. Allo stesso modo, le emissioni di francobolli (effettivamente e pienamente validi per affrancare corrispondenza in partenza dallo Stato della Città del Vaticano) sono destinate in larga misura al mercato filatelico.
Infine, va ricordato che nel bilancio pubblicato dall'APSA non figurano le uscite relative ai costi di gestione di alcune strutture gestite direttamente dal Vaticano, come le università pontificie e ospedali come il Policlinico Agostino Gemelli e il Bambin Gesù di Roma, ma figurano le entrate dell'Obolo di San Pietro, ossia le donazioni che i fedeli sparsi nel mondo offrono al Papa per le molteplici necessità della Chiesa Universale e per le opere di carità in favore dei più bisognosi, entrate che vengono pubblicate annualmente tramite un Comunicato del Consiglio di cardinali per lo studio dei problemi organizzativi ed economici della Santa Sede. Il gettito 2007 è ammontato a 79 837 843 dollari statunitensi pari a circa 62 milioni di euro, di cui 14 309 400 $ versati da un anonimo donatore.
Lo Stato del Vaticano è supportato economicamente con forniture gratuite, esenzioni e agevolazioni da parte dello Stato italiano.

### Infrastrutture e trasporti

#### Ferrovie

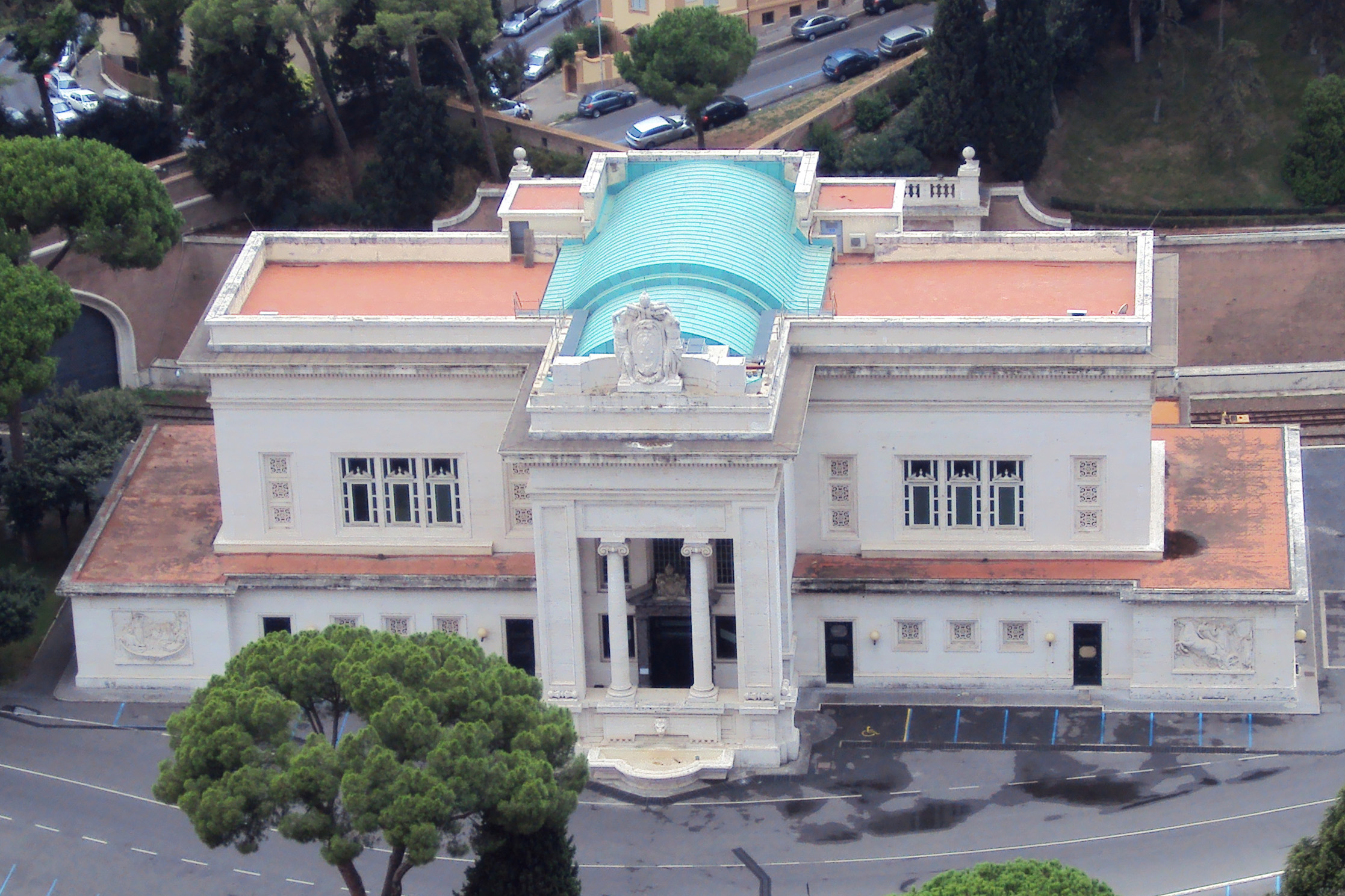
La stazione di Città del Vaticano

Lo Stato della Città del Vaticano dispone di una linea ferroviaria che la collega con la Repubblica Italiana.
Tale linea, lunga 1,2 km (sia la brevissima parte del Vaticano, sia quella restante, nel suolo italiano) si dirama dalla stazione di Roma San Pietro e, per mezzo di un ponte ad arcate, raggiunge le mura vaticane dove vi è un portone che viene aperto per far accedere i convogli all'interno del territorio vaticano. La linea non ha un regolare traffico viaggiatori né merci, ed è utilizzata solamente per eventi eccezionali; si tratta della più breve ferrovia internazionale del mondo.
La stazione di Città del Vaticano è ubicata all'interno delle mura, a poco più di venti metri dall'ingresso.

#### Aeroporti
La Città del Vaticano è dotata di un eliporto, ubicato nei Giardini Vaticani. Utilizzato dai pontefici per brevi viaggi e dai capi di Stato in visita al Vaticano, l'eliporto venne costruito sotto il pontificato di papa Paolo VI, per volere del pontefice stesso. Papa Giovanni Paolo II lo battezzò helicoptorum.
Per gli spostamenti a lungo raggio del pontefice e degli alti prelati, invece, la Santa Sede si serve prevalentemente dell'Aeroporto di Roma-Ciampino.

#### Mobilità urbana
Con la metropolitana di Roma:
La linea C della metropolitana di Roma, infatti, dovrebbe avere una stazione denominata "San Pietro", nei pressi della Città del Vaticano.
Tra le linee ATAC si possono usare il 19, il 32, il 40 Express, il 62, il 64.

#### Sostenibilità
Il Vaticano ha attuato diverse iniziative ambientali volte a ridurre la propria impronta ecologica. Dal 2008, il Vaticano ha ampliato i suoi sistemi di energia solare, tra cui l'installazione di pannelli fotovoltaici in vari luoghi, come il tetto dell'Aula Paolo VI, dell'ingresso dei Musei Vaticani, o la zone extraterritoriale di Santa Maria di Galeria, con l'obiettivo di fornire tutto il fabbisogno del Vaticano attraverso la produzione di energia rinnovabile. La Città del Vaticano ha installato 35 stazioni di ricarica per incentivare l'uso di veicoli elettrici e intende sostituire gradualmente le auto di proprietà dello Stato con veicoli elettrici. Inoltre, nel 2019 è stata vietata la plastica monouso, riducendo i rifiuti di plastica. Il sistema di gestione dei rifiuti del Vaticano è migliorato, raggiungendo un tasso di riciclaggio del 55% per i rifiuti solidi urbani, con l'obiettivo di raggiungere lo standard UE del 70-75%. Questi sforzi riflettono l'impegno del Vaticano nei confronti della visione dell'enciclica Laudato si' di Papa Francesco e dell'esortazione apostolica Laudate Deum.

## Arte
La Città del Vaticano è un centro di cultura e arte straordinariamente ricco. In essa vi è la più alta concentrazione di opere d'arte al mondo. Molti sono stati nel tempo gli artisti e gli architetti che ricevettero dai diversi papi succedutisi sulla cattedra di Pietro - primo Papa della storia - l'incarico di fornire la loro opera negli edifici vaticani. Qui operarono i più grandi artisti di ogni tempo.
Alla stessa basilica che ancor oggi simboleggia il centro della cristianità, lavorarono tra gli altri artisti quali Bramante e il Pinturicchio, Michelangelo e Bernini con i suoi allievi.
Quella che è ancor oggi la residenza del Papa, vale a dire il complesso dei Palazzi Vaticani, racchiude un inestimabile valore storico e artistico: si tratta di un insieme di edifici che complessivamente contano oltre mille stanze, nel quale trovano sede anche alcuni dicasteri pontifici (come, ad esempio, la Dataria apostolica e la cancelleria), ma anche musei e la Biblioteca apostolica vaticana, in cui sono custoditi una collezione di antichi manoscritti e oltre un milione di volumi rilegati.
Meta prediletta nelle visite di pellegrini e turisti sono le parti più famose dei palazzi pontifici, tra le quali spiccano la Cappella Sistina con gli affreschi di Michelangelo, le stanze e le logge vaticane elegantemente affrescate da Raffaello (Stanze di Raffaello), e gli appartamenti papali, ricchissimi di altre opere d'arte come gli affreschi del Beato Angelico.
Il monumento più famoso del Vaticano è sicuramente la basilica di San Pietro, coronata dalla Cupola di Michelangelo, imponente sulla grandissima Piazza racchiusa nel mirabile Colonnato del Bernini, dove la domenica e in altre ricorrenze si affollano i fedeli cattolici per ascoltare il Papa.
Il Vaticano è, inoltre, l'unico Stato al mondo a essere stato dichiarato per intero patrimonio dell'umanità dall'UNESCO, unitamente alle altre proprietà extraterritoriali della Santa Sede nel centro storico di Roma.

### Architettura

#### Architetture religiose
Nel territorio dello Stato della Città del Vaticano vi sono diversi edifici sacri, alcuni di origine molto antica. Tuttavia, non fanno parte della Città del Vaticano tutti quegli immobili che, in virtù del trattato fra la Santa Sede e l'Italia sottoscritto l'11 febbraio 1929, godono del privilegio di extraterritorialità, con esenzione da espropriazioni e da tributi.

##### Immobili extraterritoriali
- San Giovanni in Laterano
- San Paolo fuori le Mura
- Santa Maria Maggiore
- San Callisto in Trastevere
- Castelgandolfo
- Villa Barberini
- Sede della Santa Congregazione di Propaganda Fide e suoi immobili sul Gianicolo
- SS. XII Apostoli
- S. Andrea della Valle
- S. Carlo ai Catinari
- Palazzo della Dataria
- Palazzo della Cancelleria
- Palazzo del Santo Offizio
- Sede dei Convertendi
- Palazzo del Vicariato
- Università Gregoriana
- Sede dell'Istituto Biblico
- Sede dell'Istituto Orientale
- Sede dell'Istituto Archeologico
- Sede del Seminario Russo
- Sede del Collegio Lombardo
- S. Apollinare
- Casa del Clero dei SS. Giovanni e Paolo.

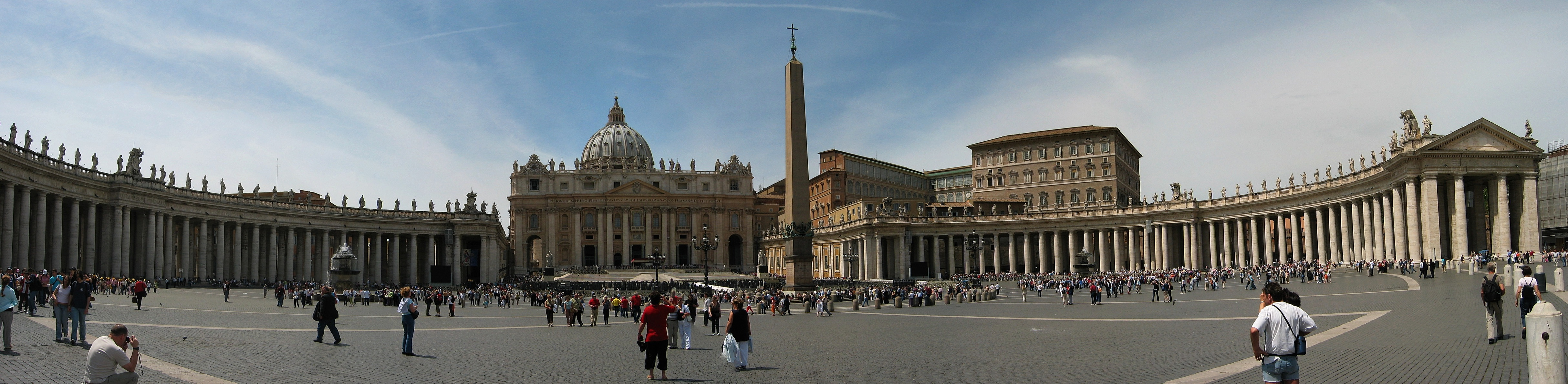
Piazza San Pietro

##### Basiliche papali
- Basilica di San Pietro in Vaticano, con attigua sagrestia

##### Cappelle del Palazzo Apostolico
- Cappella Sistina, detta Cappella Magna Palatina
- Cappella Paolina, detta Cappella Parva Palatina
- Cappella Niccolina
- Cappella Redemptoris Mater
- Cappella dei Ss. Pietro e Paolo

##### Chiese
- Chiesa di Sant'Anna dei Palafrenieri
- Chiesa di Santo Stefano degli Abissini
- Chiesa di Sant'Egidio a Borgo
- Chiesa di San Pellegrino
- Chiesa dei Santi Martino e Sebastiano degli Svizzeri
- Chiesa di Santa Maria Regina della Famiglia

##### Monasteri
- Monastero Mater Ecclesiae

#### Architetture civili

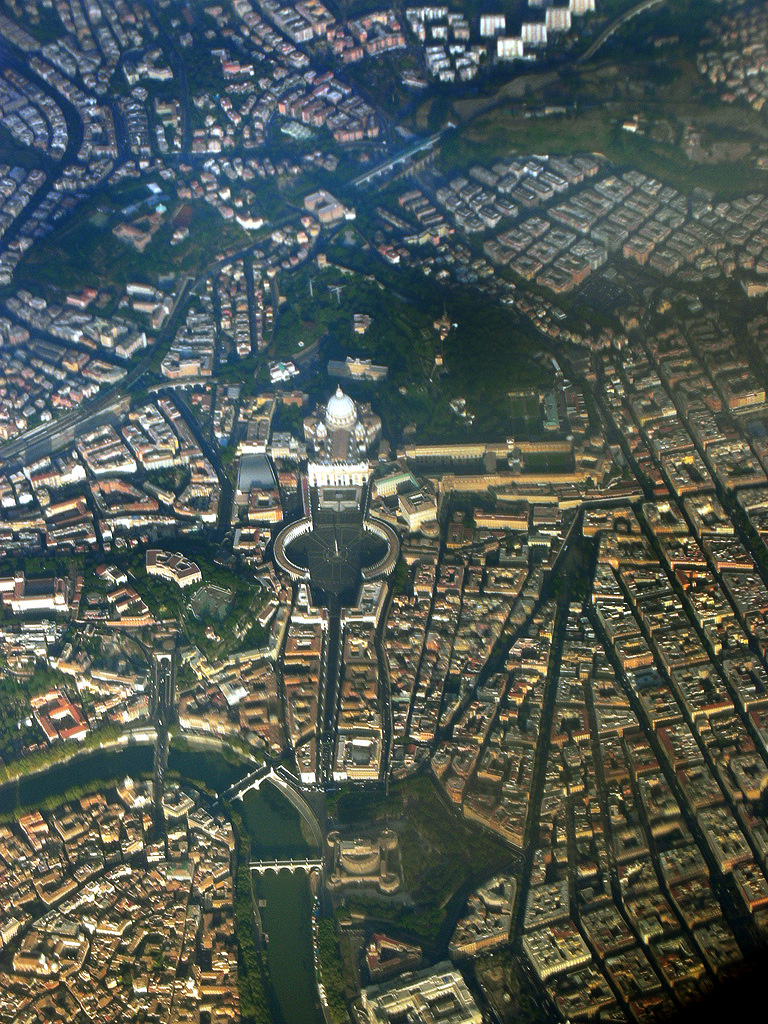
Città del Vaticano vista da un aereo nel 2006

##### Palazzi
- Palazzo Apostolico
- Musei Vaticani
- Palazzo del Governatorato
- Palazzo del Tribunale

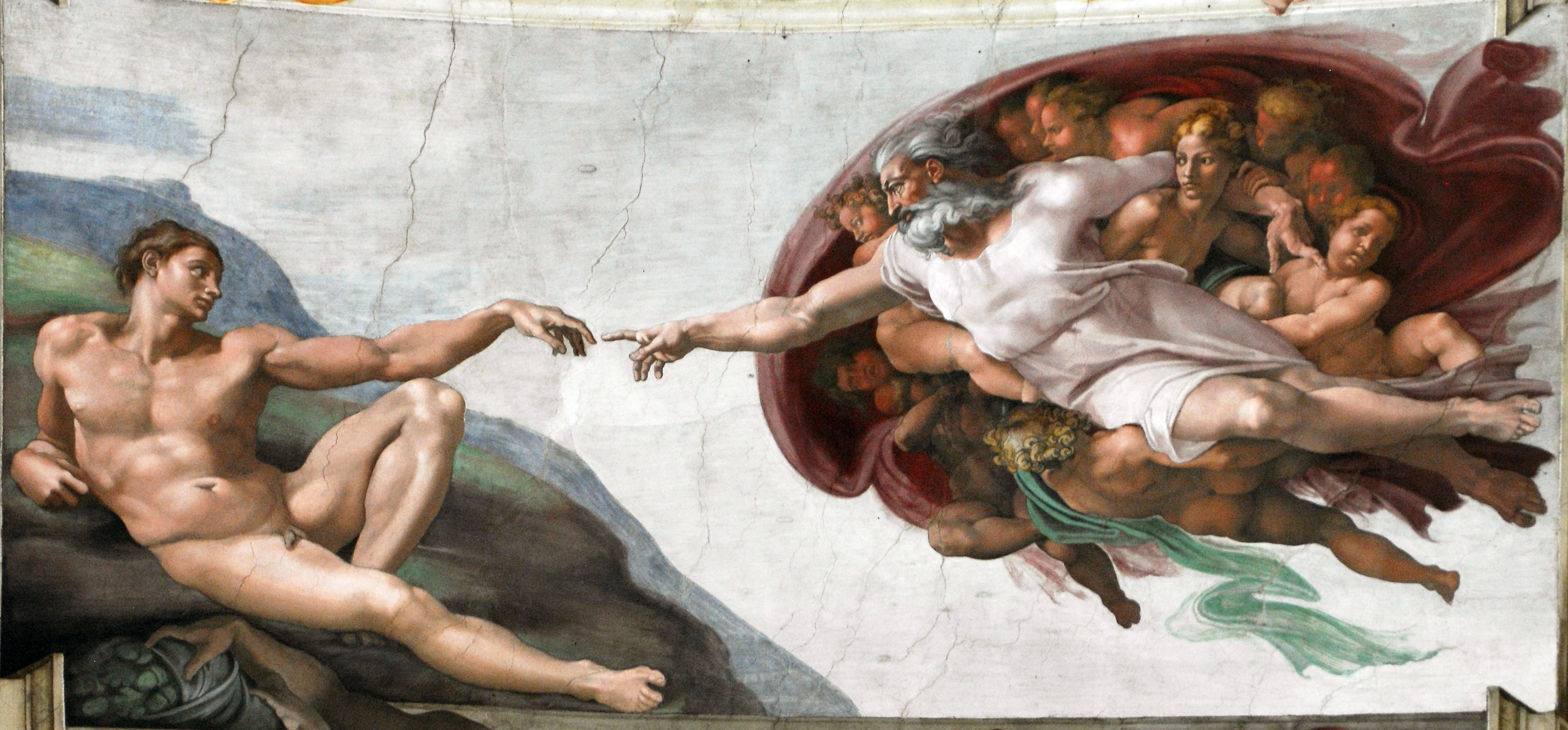
Sezione centrale destra del soffitto della Cappella Sistina

- Palazzo della Sacrestia dei Canonici
- Palazzo San Carlo
- Preseminario San Pio X
- Collegio Etiopico

##### Torri
- Torre Gregoriana
- Torre San Giovanni

##### Altre architetture civili
- Aula Paolo VI, edificata alla fine degli anni sessanta del Novecento su progetto di Pier Luigi Nervi; occupa un'area a cavallo tra lo Stato vaticano e quello italiano: il palco è in territorio vaticano, mentre la platea si sviluppa quasi per intero in territorio italiano;
- Casina di Pio IV;
- Domus Sanctae Marthae;
- Casa dell'Arciprete;
- Sala Regia;
- Scala Regia;
- Stazione di Città del Vaticano.

#### Architetture militari
- Mura leonine

### Patrimoni dell'umanità
L'intera area della Città del Vaticano è iscritta nella lista dei patrimoni dell'umanità dell'UNESCO. Inoltre, le proprietà extraterritoriali nel Comune di Roma sono riconosciute come patrimoni dell'umanità appartenenti al Vaticano poiché sotto la giurisdizione della Santa Sede.

#### Altro
- Giardini Vaticani
- Obelisco Vaticano
- Piazza San Pietro

#### Siti archeologici
- Necropoli di Santa Rosa
- Necropoli vaticana

## Eventi
I principali eventi che nel corso dell'anno coinvolgono la Città del Vaticano sono:
- gli esercizi spirituali della Curia romana alla presenza del Pontefice;
- l'allestimento del presepe e dell'albero di Natale in piazza San Pietro;
- le canonizzazioni.

## Sport
Dal 2019 è operativa Athletica Vaticana, che è sia un club polisportivo di diritto italiano (affiliato a varie federazioni), sia una federazione sportiva riconosciuta dagli organi di governo internazionale di varie discipline, che può pertanto schierare atleti sotto bandiera vaticana nelle relative competizioni. Nella stessa veste, partecipa alle manifestazioni organizzate dall'Athletic Association of Small States of Europe. Dal 2023 ha la sua sede operativa presso la "Casa Vaticana dello Sport" di Palazzo San Callisto.

### Automobilismo
Dal 2006 al 2015 si è disputato l'Ecorally San Marino - Città del Vaticano, con partenza o arrivo in Piazza San Pietro e percorso che collegava la Città del Vaticano alla repubblica di San Marino.

### Calcio
La Città del Vaticano ha una selezione non riconosciuta né da FIFA né da UEFA che gioca amichevoli e partecipa ad alcuni tornei di beneficenza. L'Associazione Calcistica Dipendenti Vaticani organizza il campionato, la coppa e la Supercoppa Vaticana contese tra le squadre formate da dipendenti dello Stato (Guardia svizzera, Musei Vaticani, Servizi Economici, per citarne alcuni). Lo Stato patrocina inoltre la Clericus Cup che si svolge tra squadre composte da seminaristi e sacerdoti della Provincia di Roma dal 2007. Non esistono invece club calcistici.

### Ciclismo
Dal 2021 Athletica Vaticana è affiliata all'Unione Ciclistica Internazionale con denominazione Vatican Cycling. Nel 2022, il ciclista olandese Rien Schuurhuis, gareggiando per la Vatican Cycling, ha portato per la prima volta la bandiera vaticana ai mondiali di ciclismo a Wollongong.

### Pallacanestro
Tra i mesi di marzo e maggio 2008 si è disputata la prima edizione della Clericus Cup Basket, un campionato di pallacanestro riservato ai seminaristi iscritti ai collegi, alle università, ai convitti e ai seminari pontifici, e ai sacerdoti della città di Roma e della regione Lazio. Il torneo, organizzato dal CSI, è patrocinato dal "Pontificium Consilium pro Laicis Sezione Chiesa e sport".

## Tradizioni

### Festività
| Data           | Nome                                               | Spiegazione |
| -------------- | -------------------------------------------------- | --- |
| 1º gennaio     | Maria Madre di Dio                                 | Si ricorda la divina maternità della Madonna, rimettendo il nuovo anno sotto la Sua protezione. |
| 6 gennaio      | Epifania                                           | Manifestazione della divinità di Gesù. |
| 11 febbraio    | Beata Vergine Maria di Lourdes e Patti Lateranensi | Ricordo dell'apparizione di Lourdes e Anniversario della Istituzione dello Stato di Città del Vaticano con i Patti Lateranensi: nel 1929 è stato creato lo Stato della Città del Vaticano. Festa Nazionale. |
| 19 marzo       | San Giuseppe                                       | Giorno dedicato al ricordo di San Giuseppe. |
| variabile      | Giovedì santo                                      | Ricordo dell'istituzione dell'eucaristia, del sacerdozio e della consegna ai discepoli del comandamento dell'Amore durante l'Ultima Cena.                                                                   |
| variabile      | Venerdì Santo                                      | Passione e morte di Gesù. |
| variabile      | Sabato santo                                       | Celebrazione del Signore Gesù Cristo nel mistero della sua discesa agli inferi. |
| variabile      | Pasqua                                             | Risurrezione di Gesù. |
| variabile      | Lunedì dell'Angelo                                 | Lunedì di Pasqua, Pasquetta. |
| 1º maggio      | San Giuseppe lavoratore                            | |
| variabile      | Elezione di Sua Santità                            | Commemorazione dell'elezione del Santo Padre. |
| variabile      | Ascensione                                         | Salita al cielo di Gesù. |
| variabile      | Pentecoste                                         | Effusione dello Spirito Santo, dono del Risorto, nascita della Chiesa. |
| variabile      | Santissima Trinità                                 | Celebrazione del Mistero di Dio trino e unico, Padre, Figlio e Spirito Santo. |
| variabile      | Corpus Domini                                      | Solennità del Corpo e Sangue di Cristo. |
| variabile      | Sacro Cuore di Gesù                                | |
| 29 giugno      | Santi Pietro e Paolo                               | Santi Pietro e Paolo, patroni di Roma e dello Stato. |
| 15 agosto      | Assunzione della B.V. Maria                        | Assunzione al Cielo della B.V.M. |
| 8 settembre    | Natività della Beata Vergine Maria                 | Ricordo della nascita di Maria. |
| 14 settembre   | Esaltazione della Santa Croce                      | Festa dedicata alla Santa Croce. |
| variabile      | Onomastico di Sua Santità                          | Onomastico del Papa secondo il suo nome al secolo. |
| 1º novembre    | Tutti i Santi                                      | Festa dedicata a tutti i santi. |
| 2 novembre     | Commemorazione dei defunti                         | Commemorazione di tutti i fedeli defunti. |
| 8 dicembre     | Immacolata Concezione                              | Ricordo di come la B.V. Maria sia stata preservata immune dal peccato originale. |
| 24 dicembre    | Vigilia di Natale                                  | |
| 25 dicembre    | Natale                                             | Nascita di Gesù. |
| 26 dicembre    | Santo Stefano                                      | Festa dedicata a Santo Stefano, primo martire cristiano. |
| 31 dicembre    | vigilia di capodanno                               | Festa che celebra la chiusura dell'anno civile. |
| 1. 2. 3. 4. 5. |                                                    | |

## Galleria d'immagini

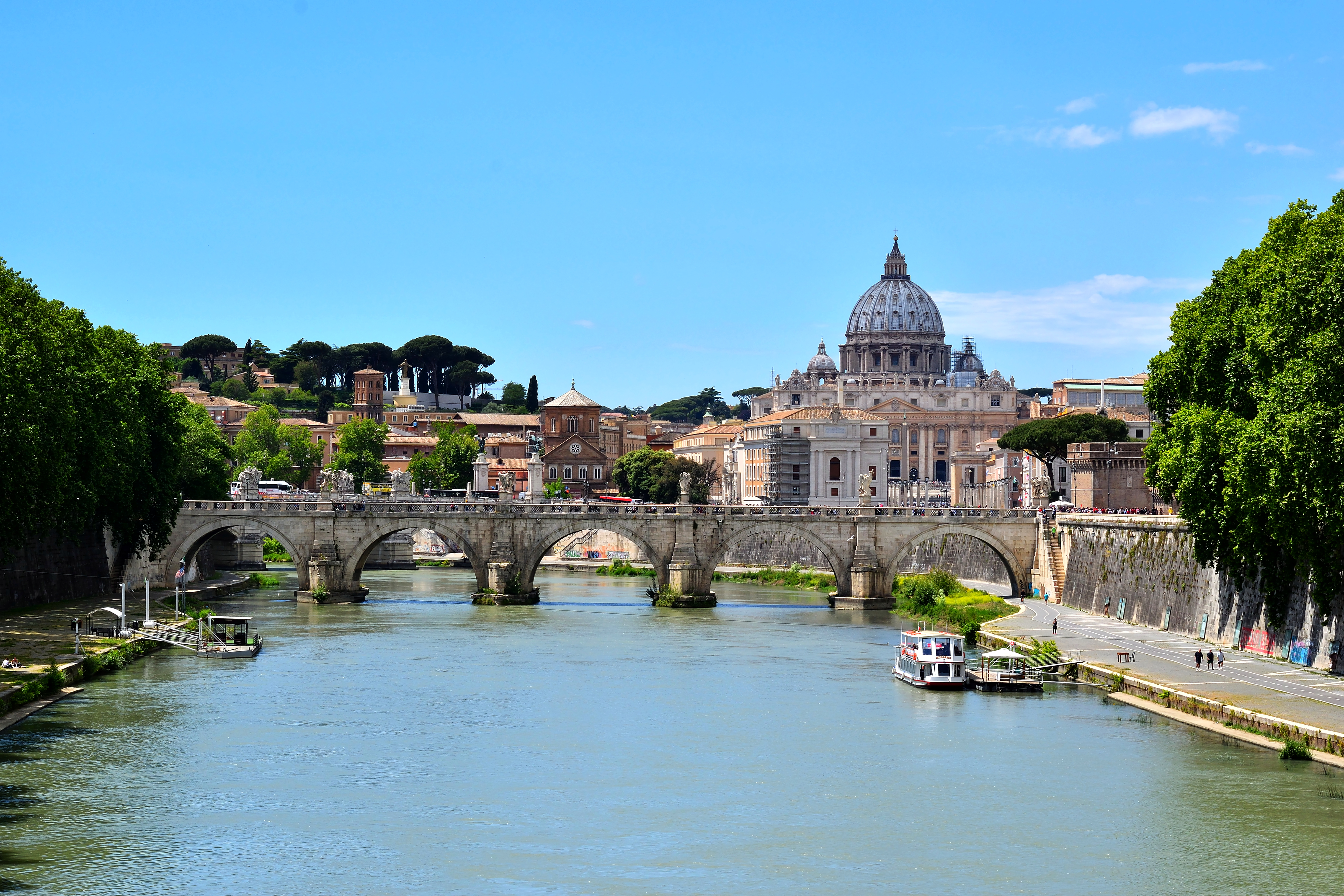
Veduta del Vaticano dal Tevere
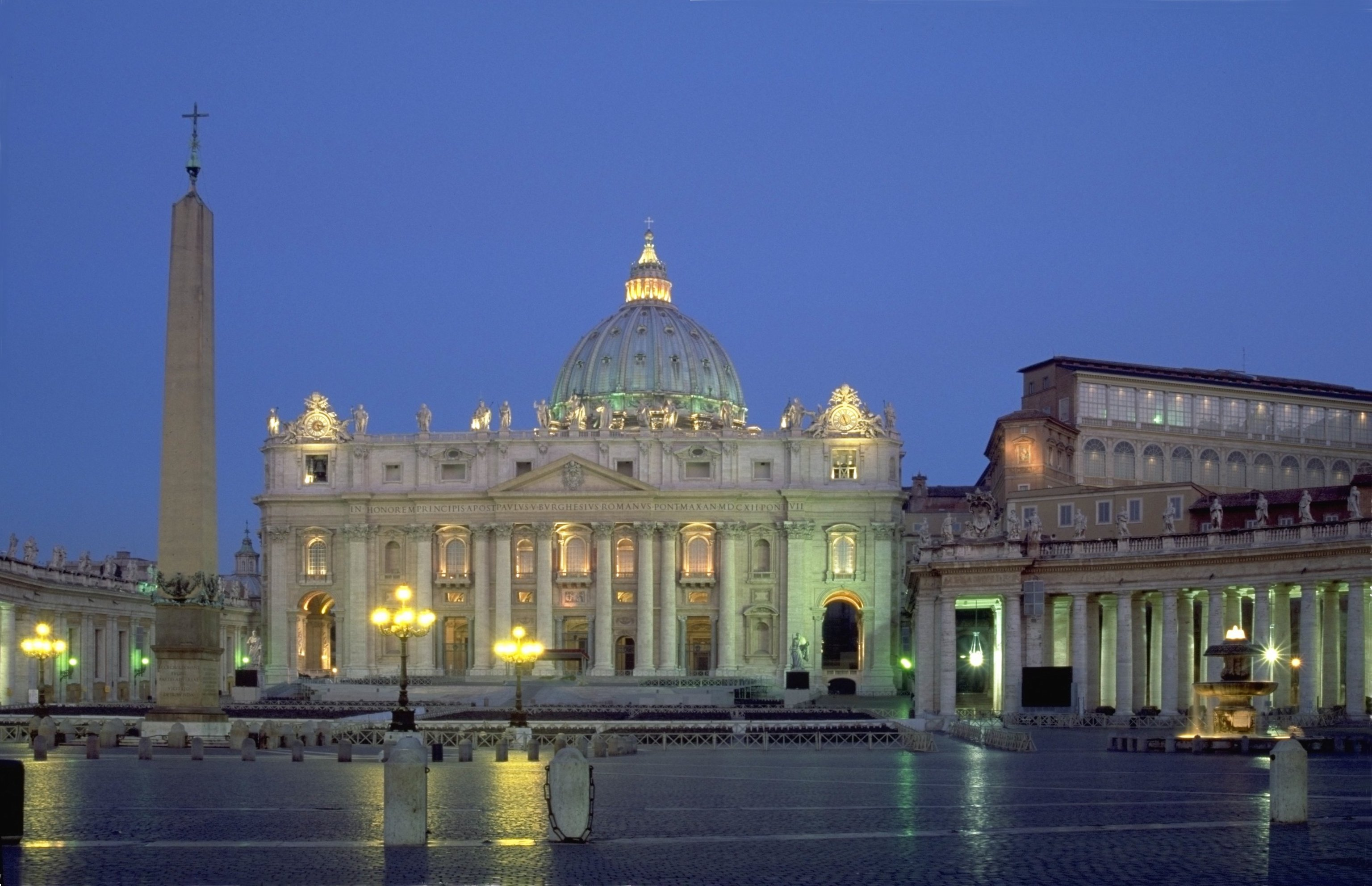
Scorcio in notturna della basilica di San Pietro in Vaticano
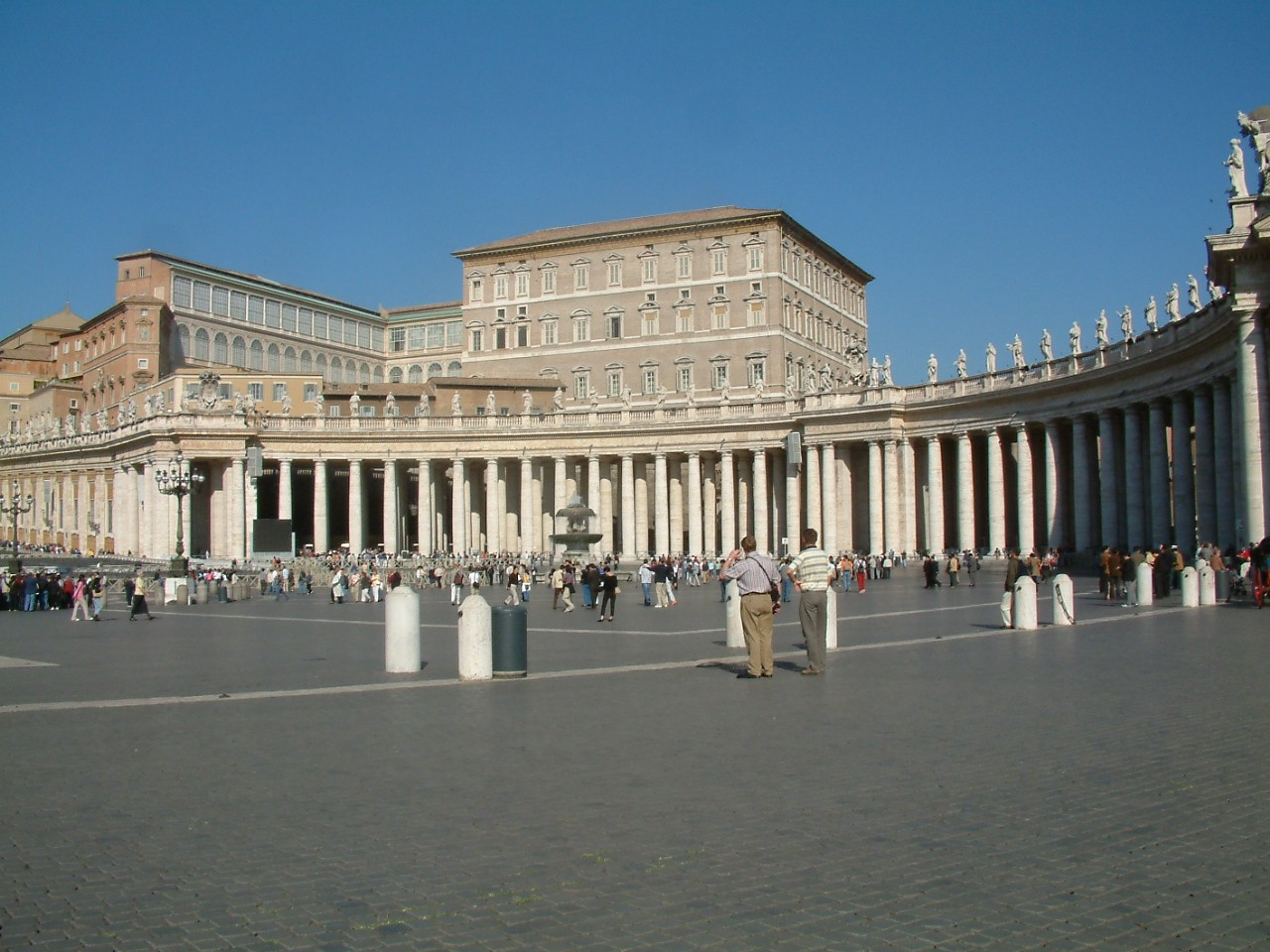
Palazzo Apostolico
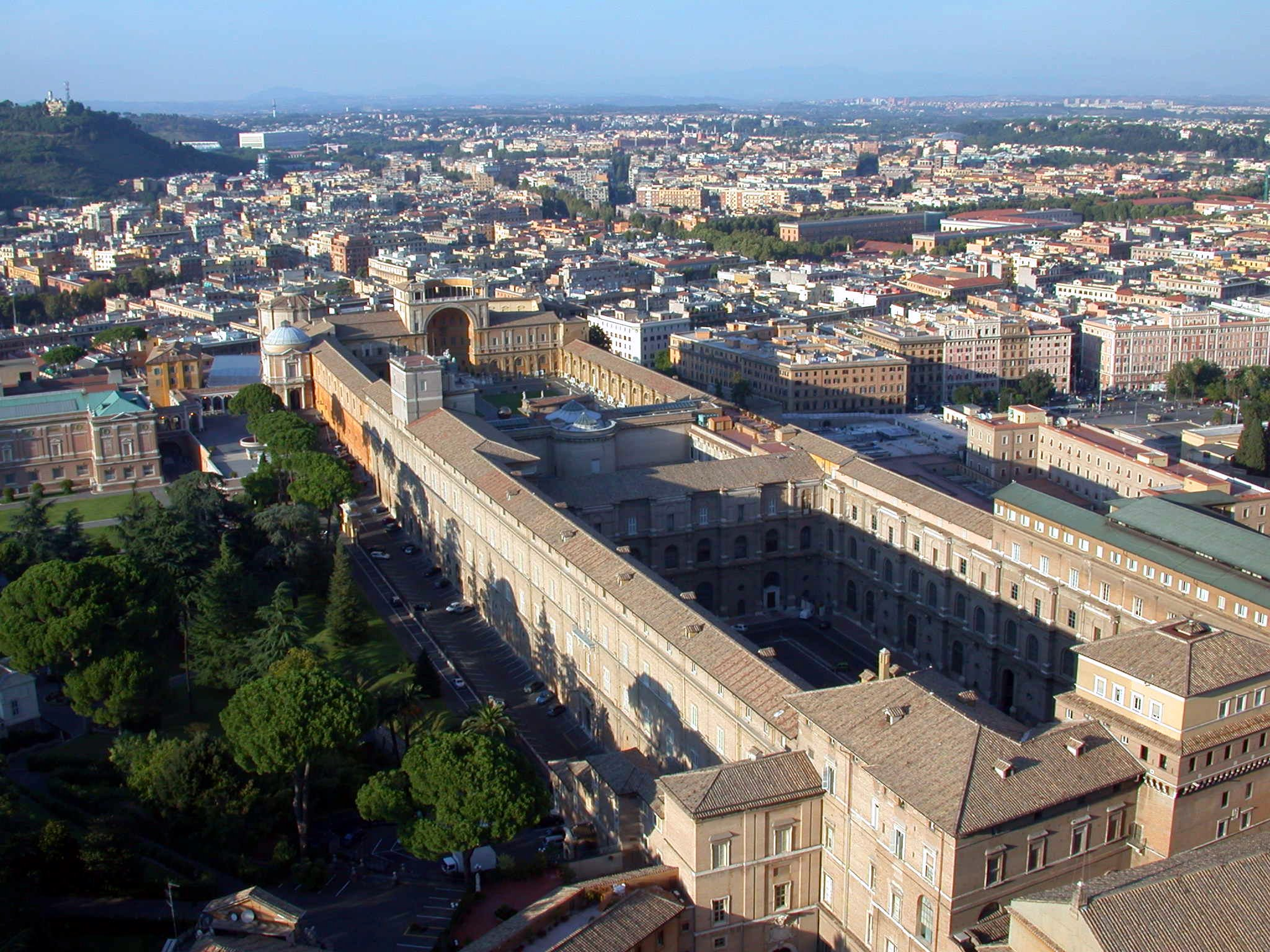
Musei Vaticani
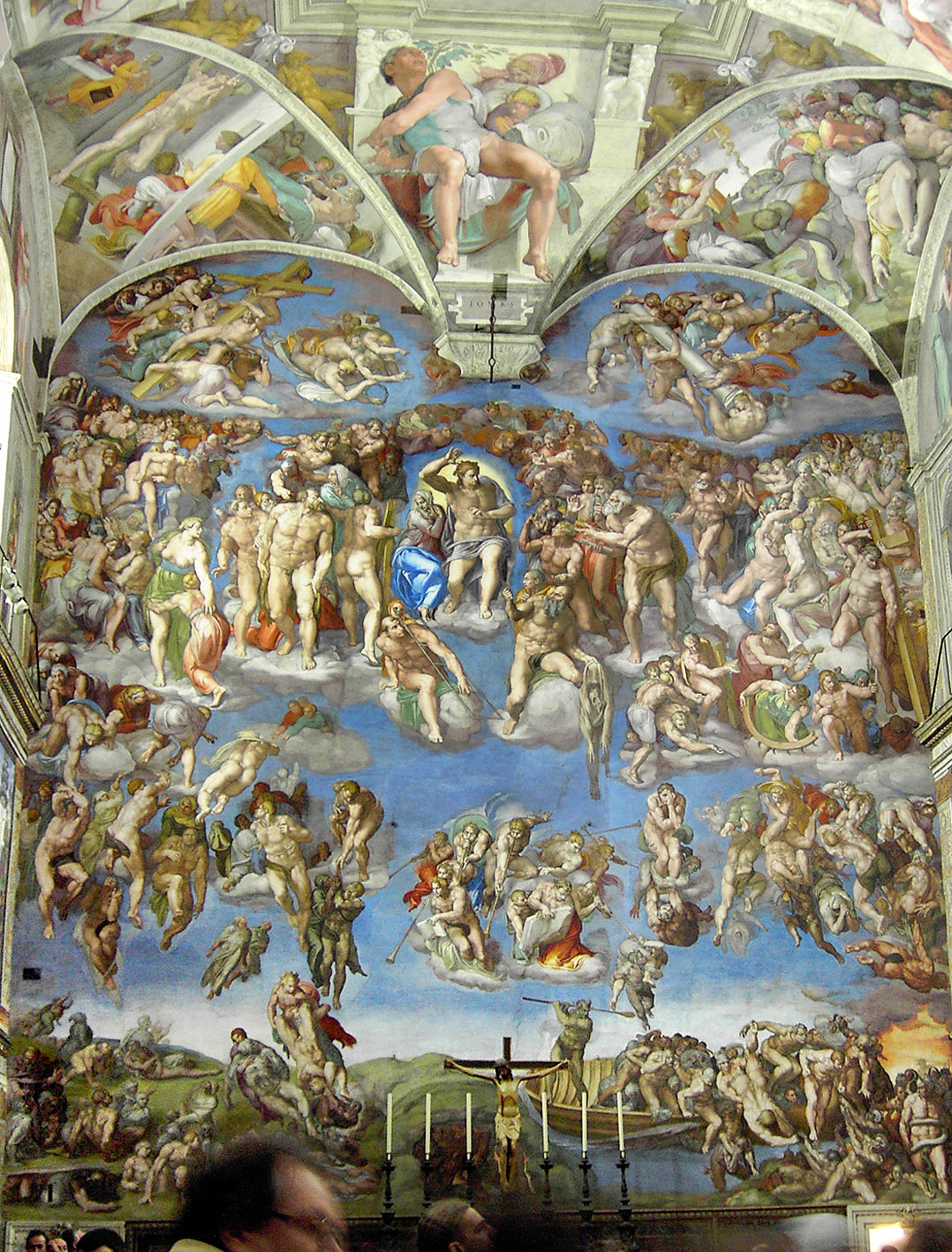
La Cappella Sistina

## Cronotassi dei capi di Stato
I Sovrani della Città del Vaticano sono stati:
- Papa Pio XI (7 giugno 1929 - 10 febbraio 1939)
- Papa Pio XII (2 marzo 1939 - 9 ottobre 1958)
- Papa Giovanni XXIII (28 ottobre 1958 - 3 giugno 1963)
- Papa Paolo VI (21 giugno 1963 - 6 agosto 1978)
- Papa Giovanni Paolo I (26 agosto 1978 - 28 settembre 1978)
- Papa Giovanni Paolo II (16 ottobre 1978 - 2 aprile 2005)
- Papa Benedetto XVI (19 aprile 2005 - 28 febbraio 2013)
- Papa Francesco (13 marzo 2013 - 21 aprile 2025)
- Papa Leone XIV (dall'8 maggio 2025)

## Onorificenze

### Il Papa come capo degli ordini pontifici
Il Sovrano degli ordini è il Pontefice mentre il gran magistero delle singole onorificenze può essere mantenuto direttamente dal Pontefice o concesso a una persona di fiducia, solitamente un cardinale.
Per antica tradizione al Sommo Pontefice non si conferiscono titoli (di alcun genere né cavallereschi né nobiliari), ciò perché la sua carica è al di sopra di ogni onore, anzi da lui tutti gli onori discendono (il pontefice, assieme all'Imperatore del Sacro Romano Impero, era uno dei due poteri universali, ma al primo competeva incoronare il secondo). Come tale il Papa non indossa mai le decorazioni di cui pure è sovrano e non è mai insignito di nessun grado.
Un cardinale che, avendo ricevuto onorificenze, diventa Papa, automaticamente decade da tutte le onorificenze ricevute in quanto esse vengono soppiantate dal titolo di Sommo Pontefice.

### Titoli Equestri di Rango e Nobilitazione della Santa Sede
La Santa Sede ha avuto due soli Ordini di rango e nobilitazione: L'Ordine Piano di Pio IX (dalla Fondazione alla denobilitazione del 1939) con nobiltà ereditaria (Titolo di Prima Classe, poi di Gran Croce) e, per secoli, la Milizia Aurata o Ordine dello Speron d'oro, la quale è stata giuridicamente "usata" quale titolo di rango e nobilitazione fino al 1841, unico conferimento della Santa Sede a riconoscere nobiltà gentilizia e a concedere nobiltà ereditaria, sostituito poi, con analogo valore, dall'Ordine Piano. Vedere: Cesare Brancaleone, "Legislazione Nobiliare Pontificia-La Nobiltà Romana", Rivista Araldica, Collegio Araldico Romano, 1903 e Temistocle Bertucci, Titoli Nobiliari e Cavallereschi Pontifici, Collana di Monografie Storico-Genealogico-Cavalleresche "Mentore", Roma, 1925 (Anastatica: Edizioni C.L.D. Libri, 2009). L'istituto di nomina scelto dai Pontefici, la collazione diretta o la subcollazione, era ed è potenzialmente "variabile", ovvero dipende dalla sola volontà del Pontefice regnante e non ha (non aveva) influenza alcuna sulle caratteristiche giuridiche del titolo, il quale, se di rango e nobilitazione, restava tale. Le modifiche giuridiche del titolo, invece, dipesero e dipendono da atti pubblici del sovrano pontefice, ovvero da decreti (bolle) specifici; atti analoghi denobilitarono la Milizia Aurata nel 1841 e l'Ordine Piano nel 1939.